# История автобусных маршрутов Казани
История автобусных маршрутов Казани насчитывает более 95 лет. Автобусное сообщение в Казани появилось 1 сентября 1926 года и первоначально насчитывало 4 маршрута. К середине 1990-х годов их количество возросло до 71, а после возникновения в 1997 маршрутных такси их количество к началу XXI века увеличилось вдвое. В 2007 году была введена новая схема движения городского пассажирского транспорта, согласно которой число маршрутов сокращалось с около 200 до 100 и маршруты были перенумерованы (№ 1-99), а маршрутные такси упразднялись.

## Маршрут № 1
Автобусный маршрут № 1 появился в 1926 году и следовал от Рыбнорядской площади через Большую Проломную улицу, Хижицкий мост, Козью слободу до Кизической слободы. К 1940 году автобус был продлён до строящегося фотожелатинового завода в посёлке Левченко.
С конца 1950-х годов перенаправлен до посёлка Дербышки, проходя до него через улицы Куйбышева, Пушкина, Горького, Ершова и Сибирский тракт и совершая промежуточные остановки «Ленинский сад», «Татарский академический театр», «угол ул. Горького и Толстого», «угол. ул. Ершова и Гвардейская», «кинотеатр „Дружба“», «1-й железнодорожный переезд», «Ливадия», «2-й железнодорожный переезд» и «посёлок Чингиз». До середины 2000-х годов существенных изменений в схеме маршрута не происходило, не считая увеличения количества остановок. В середине 2000-х годов маршрут продлевается на короткое время до речного порта, затем вновь укорачивается, а затем вновь продлевается, на этот раз до автовокзала.
При вводе новой схемы движения и перенумерации автобусов в 2007 году являлся одним из немногих маршрутов, сохранивших свой прежний номер, однако, он стал проходить не через площадь Свободы (там его заменил № 91, также идущий в Дербышки), а через улицу Вишневского, а его конечная остановка вновь была перенесена — на этот раз на речной порт. От речного порта автобус следует по улицам Татарстан, Островского, Вишневского, Николая Ершова, Сибирский тракт, Мира, Советская до конечной остановки; от конечной остановки на улицу Мира автобус выезжает через улицы Липатова и Парковая.

## Маршрут № 2
Автобусный маршрут № 2 появился в 1926 году и следовал от Рыбной площади до Ново-Татарской слободы. К 1940 году маршрут соединял улицу Эсперанто с заводом имени Орджоникидзе. К концу 1950-х годов маршрут соединял железнодорожный вокзал с Юдино, но к 1961 году был укорочен до станции Аракчино, совершая промежуточные остановки «пригородный вокзал», «кинотеатр „Звезда“», «улица Урицкого», «трампарк № 2», «улица Набережная» и «станция Лагерная». К концу 1980-х годов маршрут был укорочен с восточной стороны, но удлинён на запад: «улица 10 лет Октября» — «Красная Горка». В таком виде маршрут просуществовал до начала 2000-х годов, когда он на некоторое время был упразднён, но вскоре восстановлен и начал ходить от железнодорожного вокзала до Привокзальной улицы. К 2005 году он был продлён до театра Камала.
При вводе новой схемы движения и перенумерации автобусов в 2007 году новый маршрут № 2 почти полностью соответствовал «старому», и полностью соответствовал упразднённому маршруту № 202. От речного порта автобус следовал по улицам Девятаева, Татарстан, Московская, Чернышевского, Бурхана Шахиди (в одном из направлений по улице Гаяза Исхаки), Кировской дамбе, Клары Цеткин, Боевая, Аракчинское шоссе, 2-я Старо-Аракчинская, Приволжская, Богатырская и Привокзальная до одноимённой конечной остановки. В том же 2007 году маршрут был перенаправлен через площадь Тукая и улицу Островского до конечной остановки «театр кукол», а в 2009 году продлён до станции метро «Аметьево» в одноимённом посёлке вместо фактический упразднённого маршрута № 3.
8 июля 2024 года маршрут был сокращен от остановки станция метро «Аметьево» до ЦУМа.

## Маршрут № 3
Автобусный маршрут № 3 появился в 1926 году и следовал от Рыбной площади по Большой Проломной, Банковской, Московской, Успенской улицам, Адмиралтейской дамбе, Московской улице Адмиралтейской слободы, Новом Московскому тракту до Дальнего Устья (вариант: от Банковской через Посадскую улицу и Новую дамбу до Дальнего Устья). К 1940 году маршрут, начинаясь от Октябрьского городка, шёл до Кремля либо до меховой фабрики. К концу 1950-х годов маршрут соединял железнодорожный вокзал с селом Столбищи, а к 1961 году укорочен до посёлка Крутовка, с промежуточными остановками «колхозный рынок», «угол ул. Нариманова и Татарстан», «мехкомбинат» и «Кукушкино». После ликвидации посёлка Крутовка конечная остановка маршрута стала называться «улица Тихорецкая». В таком виде маршрут просуществовал до середины 1990-х годов, когда был упразднён, и возрождён позднее как маршрутное такси, следовавшее от ЦУМа до Фермы-2; в 2005 году начальная остановка была перенесена к площади Тукая.
При вводе новой схемы движения и перенумерации автобусов в 2007 году все маршрутные такси были упразднены, а под номером 3 стал ходить бывший маршрут № 4, следовавший от остановки ЦУМ по улицам Яхина, Бурхана Шахиди, Чернышевского, Московская, Татарстан, Тукая, Эсперанто, Павлюхина, Шаляпина, Аметьевская, Братская и Моторная до станции метро «Аметьево». К 2009 году маршрут фактически не работал, но официально был упразднён лишь в 2011 году.

## Маршрут № 4
Автобусный маршрут № 4 появился в 1926 году и следовал от Рыбной площади по Георгиевской, 2-й Проломной, (3-й Поперечно-Большой, Соколовой) улицам до ипподрома. К 1940 году маршрут соединял улицу Эсперанто с лагерем № 1 (в 2,5 километрах юго-западнее села Борисково). К концу 1950-х годов маршрут соединял площадь Куйбышева с Новостройкой, а в 1961 году маршрут стал кольцевым; начинаясь от площади Куйбышева, он совершал остановки «угол ул. Кирова и Татарстан», «угол ул. Тукаевской и Татарстан», «жиркомбинат им. Вахитова», «ТЭЦ-1», «холодильник», «ул. Лебедева», «завод РТИ», «завод Искож», «база Сельхозснаба», «автотранспортная контора № 1», «завод Теплоконтроль», «ул. Глазунова», «Борисково», «индивидуальные сады», «первая роща», «селекционная станция», «Горки», ВДНХ, ипподром, «ул. Жданова», «угол ул. Свердлова и Калинина», и вновь «площадь Куйбышева». Ко второй половине 1970-х годов маршрут перестал быть кольцевым и соединял железнодорожный вокзал через улицы Нариманова, Жданова, Павлюхина и Ипподромная с посёлком Аметьево. К началу 2000-х годов автобус стал отправляться до Аметьево с ЦУМа, в таком виде маршрут просуществовал до 2007 года.
После перенумерации маршрутов в 2007 году по маршруту «ЦУМ» — «Аметьево» стал ходить автобус № 3, а новому 4 маршруту соответствовали бывшие маршруты № 6 и 149 (с изменениями). Новый 4-й маршрут следовал от остановки «Чеховский рынок» по улицам Лейтенанта Шмидта, Вишневского (в обратном направлении — по Ершова и Чехова), Ершова, Сибирский тракт, Дорожная, Таёжная и Машиностроителей до конечной остановки «Новая Сосновка» в одноимённом посёлке. В 2008 году маршрут был продлён по улицам Вишневского, Павлюхина, Оренбургский тракт, Мавлютова и проспекту Победы до ДРКБ.С 2025 года начал ездить без кондуктора

## Маршрут № 5
Автобусный маршрут № 5 появился не позднее 1950-х годов и соединял железнодорожный вокзал с кирпичными заводами восточнее Клыковки, а к 1961 году ходил по приблизительно такому же маршруту от железнодорожного вокзала до почтового отделения № 50, совершая промежуточные остановки «угол ул. Кирова и Чернышевского», «угол ул. Баумана и Чернышевского», «Кремль», «Ленинский мост», «угол ул. Батуринской и Большой Красной», «угол ул. Большой Красной и Красина», «баня № 3», «площадь Свободы», «угол ул. Карла Маркса и Гоголя», «клиника им. Вишневского», «Чеховский рынок», «ЦПКиО», «ветеринарный институт», «угол ул. Н. Ершова и Красной Позиции», «угол Вознесенского тракта и Осоавиахимовской», «угол Вознесенского тракта и Гвардейской», «комбинат „Строитель“» и «Дальний». К 1970 году маршрут был перенаправлен к посёлку Нефтяников. К середине 1990-х годов маршрут был укорочен до Советской площади, а к 2003 году был продлён до посёлка Царицыно, протяжённость маршрута составляла 11,2 км. В 2006 году маршрут не существовал.
Маршрут № 5 вновь возник после перенумерации маршрутов в 2007 году и следовал от остановки «сквер Тукая» по улицам Пушкина, Татарстан, Московская, Чернышевского, Бурхана Шахиди (в одном из направлений по улицам Гаяза Исхаки и Яхина), Саид-Галеева, Кировская дамба, Несмелова, Гладилова, 1 Мая, Степана Халтурина (в одном из направлений по Лукницкого и 25 Октября), Фрунзе (в одном из направлений по Болотникова), Восстания, Васильченко и Рахимова до посёлка Левченко. Уже в следующем году трасса маршрута была изменена: начальная остановка была перенесена к Вещевому рынку, откуда он шёл через Советскую площадь, улицу Космонавтов, станции метро «проспект Победы» и «Горки», Танковое кольцо, Вахитовскую и Юнусовские площади к Московской улице и далее по прежней трассе. В 2009 году в связи с изменением трассы 63-го маршрута конечная остановка маршрута № 5 перенесена из посёлка Левченко к железнодорожному вокзалу. К 2012 году конечная остановка с ж/д вокзала была перенесена к ЦУМу, а в 2014 году начальная остановка маршрута была перенесена с вещевого рынка на улицу Халитова.

## Маршрут № 6
Автобусный маршрут № 6 появился не позднее 1950-х годов и соединял 9-ю Союзную улицу со школой № 1. К 1961 году маршрут был упразднён, а затем воссоздан, соединяя компрессорный завод с посёлком Нагорный через улицы Компрессорная, Сибирский тракт и Дорожная. Протяжённость маршрута на 2005 год составляла 6 км. В таком виде маршрут просуществовал до 2007 года.
После перенумерации маршрутов в 2007 году номер 6 получил несколько изменённый бывший маршрут № 9 («посёлок Северный» — «театр Камала»). Начинаясь от комбината «Здоровье», автобус следовал по улицам Университетская, Право-Булачная (в одном из направлений — Лево-Булачная, Астрономическая, Островского), Декабристов, Копылова, Ленинградская, Олега Кошевого (в одном из направлений — Дементьева и Ижевская), Максимова, Челюскина, Беломорская (в одном из направлений — участки Беломорской и Ленинградской), Центрально-Мариупольской и Литвинова до посёлка Северный; вскоре начальная остановка маршрута перенесена к речному порту, автобус в одном из направлений шёл уже по Московской улице (обратно — по Лево-Булачной). С 2009 года автобус стал ходить по улицам Копылова и Дементьева в обоих направлениях, а с 2014 — по улицам Копылова и Кошевого в обеих направлениях, c 2016 года вместо участка улицы Максимова одном из направлений автобус стал ходить по участку улицы Айдарова; с 2021 года маршрут стал следовать по улице Айдарова в обоих направлениях.

## Маршрут № 7
Автобусный маршрут № 7 появился не позднее 1950-х годов и соединял площадь Куйбышева со посёлком Ново-Караваево, а к 1961 году начальная остановка была перенесена к посёлку Караваево, а конечная перенесена к строящемуся заводу органического синтеза, с промежуточными остановками «угол ул. Астраханской и Кадышевской», «угол ул. Астраханской и Сталинградской» и «ул. Беломорская». К 1970 году начальная остановка маршрута была перенесена на улицу Короленко. В таком виде маршрут просуществовал до 1990-х годов, когда был упразднён. В связи с тем, что подвозил к большим заводам в начале и конце маршрута из «спальных» микрорайонов, имел сочленённые автобусы-«гармошки» Икарус-280.
Вновь воссоздан не позднее 2000 года и соединял комбинат «Здоровье» с улицей Адоратского через Кремлёвскую дамбу и Чистопольскую улицу. В связи с тем, что до появления троллейбусов № 18 и 19 был единственным маршрутом по новозастроенной улице Чистопольская в южной части кварталов большого «спального» района Новое Савиново, имел сочленённые автобусы-«гармошки», причём наряду с № 23 был единственным в городе и с Икарус-280, и с Karosa B 841. Вскоре конечная остановка была перенесена к 39-му кварталу (проспект Амирхана), а к 2004 году — к авторынку (пересечение проспекта Амирхана и Воровского), и в таком виде маршрут просуществовал до 2007 года.
После перенумерации маршрутов в 2007 году по маршруту «комбинат „Здоровье“» — «авторынок» стал ходить автобус № 75, а новый 7-й маршрут примерно соответствовал старым маршрутам № 14 («5-я горбольница» — «улица Дубравная»), № 165 («Горьковское шоссе» — «улица Завойского») и № 201 («ЦУМ» — «улица Завойского»). Начинаясь от 5-й горбольницы, автобус следовал по улицам Сайдашева, Тукая, Эсперанто, Павлюхина (в одном из направлений — по улицам Качалова и Шаляпина), Даурская, Зорге, Мавлютова (в одном из направлений — по участку улицы Братьев Касимовых), Дубравная и Габишева до улицы Завойского. В том же году начальная остановка маршрута перенесена на улицу Рустема Яхина. В феврале 2008 года маршрут был закрыт.
Вновь воссоздан в 2013 году и соединил по кратчайшему пути Соцгород и Новое Савиново, следуя по маршруту «улица Ленинградская» — «Казань-Арена» через улицу Миля, однако в марте 2014 года был упразднён. На момент упразднения маршрут следовал от Ленинградской улицы по улицам Айдарова, Челюскина, Максимова, Дементьева, Ижевская, Петра Витера, Амирхана, Чуйкова, Адоратского, Ямашева и Чистопольская.

## Маршрут № 8
Автобусный маршрут № 8 появился не позднее 1950-х годов и соединял площадь Куйбышева со заводом № 9 в посёлке Левченко. К 1961 году начало маршрута было перенесено к посёлку Воровского, промежуточными остановками были угол улиц Декабристов и Восстания, станция Восстания и завод № 9. В связи с тем, что подвозил к нескольким заводам из «спальных» микрорайонов, имел сочленённые автобусы-«гармошки» Икарус-280. После ликвидации посёлка Воровского начальная остановка маршрута стала называться «улица Короленко». В таком виде без существенных изменений маршрут просуществовал до перенумерации маршрутов в 2007 году; его протяжённость составляла 8,2 км.
С июля 2007 года по маршруту «улица Короленко» — «посёлок Левченко» стал ходить автобус № 98; новый маршрут № 8 начинался от площади Тукая, следовал по улицам Бутлерова, Маяковского, Гоголя (в одном из направлений — Кочетов переулок, Щапова, Муштари, участки Большой Красной и Толстого), Карла Маркса, Вишневского, Амирхана, Чуйкова, Мусина, Ямашева, и Декабристов до Московского рынка. В том же году начальная остановка была перенесена к автовокзалу, а трасса следования маршрута существенно изменена; конечная остановка была перенесена к улице Кулахметова, однако вскоре возвращена на Московский рынок. В 2011 году был «временно» объединён с № 54 (с табличками № 8/54), но более не возобновлялся. В 2024 году рассматривался вариант запуска автобусного маршрута № 8 от станции метро «Площадь Тукая» до Зооботсада, однако вместо этого был введён троллейбусный маршрут № 11.

## Маршрут № 9
Автобусный маршрут № 9 появился не позднее 1950-х годов и соединял площадь Куйбышева с селом Самосырово. К 1961 году маршрут соединял посёлок Караваево с посёлком Северный, при этом промежуточные остановки полностью совпадали с остановками маршрута № 7. К 1970 году начальная остановка маршрута была перенесена к ДК имени Ленина. На 1995 год маршрут проходил по улицам Копылова, Дементьева, Ижевская (в одном из направлений по улице Олега Кошевого), Максимова, Ленинградская, Беломорская, Центрально-Мариупольская и Литвинова, совершая промежуточные остановки: «Дементьева», «Олега Кошевого», «посёлок Караваево», «Максимова», «Копылова», «Молодёжная», «Мариупольская», «баня», «Шлакоблочная», «магазин № 1», «Литвинова», «магазин № 2». С 2005 года маршрут начинался от театра Камала, его протяжённость составляла 16,8 км. В таком виде маршрут просуществовал до 2007 года.
После 2007 года по маршруту «посёлок Северный» — «театр Камала» стал ходить автобус № 6, новый 9-й маршрут же примерно соответствовал старому 16-му маршруту. Начинаясь от Ново-Азинской улицы, маршрут следовал по улицам Халитова, Сибирский тракт, Парковая, Главная, Советская, Мира, Шоссейная, Утренняя и Транспортная до посёлка Аки. В 2008 году начальной остановкой маршрута стала остановка «Интернат» в Дербышках, а в 2015 ей стала остановка «жилой массив Дербышки».

## Маршрут № 10
Автобусный маршрут № 10 появился не позднее 1950-х годов и соединял парк Горького с нефтебазой в районе посёлка Новое Победилово; тогда же некоторое время существовал и маршрут № 10а, соединявший площадь Куйбышева с Сельхозвыставкой. К 1961 году маршрут совершал следующие промежуточные остановки: 1-я инфекционная больница, угол ул. Вишневского и Калинина, ул. 1-я Привольная, угол ул. Свердлова и Жданова, угол ул. Павлюхина и Жданова, ул. Хади Такташа, жиркомбинат им. Вахитова, 5-я больница, мехкомбинат, макаронная фабрика, Кукушкино. К 1970 году маршрут стал начинаться с Чеховского рынка, а к 1977 году конечной остановкой стал непосредственно посёлок Новое Победилово. В 1980-е годы начало маршрута перенесено на улицу Татарстан, просуществовав в таком виде чуть более 10 лет. В начале 2000-х маршрут вновь начинался с парка Горького, а в 2004 году был закрыт.
Новый 10-й маршрут был создан в 2007 году и стал кольцевым; от железнодорожного вокзала автобус следует по улицам Рустема Яхина, Гаяза Исхаки, Чернышевского, Московская, Ташаяк, Ярмарочная, Батурина, Карла Маркса, Бутлерова, Толстого, Николая Ершова, Сибирский тракт, Губкина, Арбузова, Ямашева, Адоратского, Чуйкова, Восстания, Восход, Серова, Восстания, Болотникова, Степана Халтурина, 1 Мая, Гладилова, Несмелова, Кировская дамба и Саид-Галеева вновь к железнодорожному вокзалу. Также был создан кольцевой маршрут № 10а двигавшийся по тем же улицам, но в противоположном направлении. С 2008 года автобус стал следовать до улицы Николая Ершова через улицы Гаяза Исхаки, Тази Гиззата, Бурхана Шахиди, Тукая, Татарстан, Пушкина и Карла Маркса. С 2020 года автобус следует по улицам Большая Крыловка и Краснококшайская вместо улиц Гладилова, 1 Мая и Халтурина.

## Маршрут № 11
Автобусный маршрут № 11 появился не позднее 1950-х годов и соединял площадь Куйбышева с речным портом. К 1961 году упразднён.
Воссоздан и соединял площадь Куйбышева с Новым Савиново через улицы Университетская, Парижской Коммуны (в одном из направлений — Межлаука, Кави Наджми и Островского), Кирова, Новокремлёвская, Ярмарочная, Декабристов, Чистопольская и Руставели; к тому времени конечная остановка стала называться «проспект Ямашева». Был первым и вместе с № 26 и 45 единственным городским транспортом, соединявшим центр и бурнозастраивавшиеся «спальные» кварталы Нового Савинова до появления трамвая № 13, в связи с чем одним из первых получил автобусы Икарус-260.
К 1980 году маршрут стал соединять «Тасму» через улицы Восстания, Короленко, Ямашева и Адоратского с посёлком Брикетный. К середине 1990-х начальной остановкой маршрута стала улица 1 Мая, а к началу 2000-х конечной остановкой стала улица Гаврилова. В 2000-е годы конечная маршрута переносилась сначала на улицу 10 лет Октября, а затем в посёлок Лагерная.
После перенумерации маршрутов в 2007 году 11-й маршрут стал ходить от улицы Халитова до Малых Дербышек через Дербышки, Киндери, Северную объездную дорогу и Большие Дербышки. В 2015 году этот маршрут был укорочен и начинался уже от жилого массива Дербышки.

## Маршрут № 12
Автобусный маршрут № 12 появился не позднее 1961 года и соединял трампарк № 3 с теплично-парниковым комбинатом. К 1970 году маршрут начинался от школы № 137 и заканчивался у завод оргсинтеза, а к 1977 году — от улицы Можайского. На 1995 год маршрут следовал по улицам Можайского (в одном из направлений — Маршрутная и Телецентра), Горьковское шоссе, Восстания, Тэцевская и Химическая совершая остановки: Можайского, институт физкультуры, «Тасма», разъезд Восстания, магазин «Мода», Восстания, Гагарина, Воровского, Дементьева, Тэцевская, Челюскина, Белинского, совхоз «Тепличный», Дорожная, Автолюбитель, Гудованцева, Химиков, Химическая, Этилен-4, Трубная. Вскоре конечная остановка была перенесена на Химическую улицу и в таком виде маршрут просуществовал до 2007 года.
После перенумерации маршрутов в 2007 году старому 12-му маршруту стал частично соответствовать автобус № 64, а новым 12-м маршрутом стал несколько изменённый маршрут № 22. Новый автобус № 12 следовал от речного порта по улицам Татарстан, Московская, Новокремлёвская, Ярмарочная, Декабристов, Ибрагимова, Восстания и Чуйкова до улицы Гаврилова; обратно на улицу Чуйкова автобус возвращался через улицы Гаврилова, Воровского и Адоратского. В 2008 году схема движения маршрута была кардинально изменена: маршрут стал следовать от улицы Ноксинский спуск через Дубравную улицу, станции метро «Горки» и «Аметьево», площади Вахитова и Юнусовскую и железнодорожный вокзал к Ленинской дамбе, далее по старому маршруту. Официально упразднён в 2011 году.

## Маршрут № 13
Автобусный маршрут № 13 появился не позднее 1961 года и соединял улицу Лебедева с посёлком Давликеево. К 1970 году маршрут начинался уже от железнодорожного вокзала, а к 1977 году — от улицы Павлюхина. В конце 1980-х годов маршрут соединял улицу Можайского с Химической улицей (через Горьковское шоссе, улицы Восстания, Декабристов, Ленинградская, Тэцевская), а в середине 1990-х — железнодорожный вокзал с улицей Губкина. В 1999 году автобус № 13 был запущен по новому маршруту от ЦУМа до улицы Закиева; вскоре конечная остановка была перенесена на улицу Сахарова и проходил от ЦУМа по улицам Сакко и Ванцетти, Кирова, Татарстан, Тукая, Эсперанто, Павлюхина, Даурская, Зорге, Фучика и Сахарова. R 2004 году маршрут начинался от посёлка Юдино, проходил через Залесный, Центральное и Восточное Заречье и заканчивался у Приволжского рынка, а на 2006 года маршрут соединял Московский рынок с Фрезерной улицей через улицы Декабристов, Ярмарочная, Новокремлёвская, Саид-Галеева, Рустем Яхина, Гаяза Исхаки, Чернышевского, Кирова, Тукая и Техническая.
После 2007 года, когда маршруты были перенумерованы, номер 13 получил несколько изменённый маршрут № 23. Начинаясь от энергоуниверситета, автобус следовал по улицам Вахитова, 1 Мая, Степана Халтурина (Лукницкого и 25 Октября в другом направлении), Фрунзе/Болотникова, Горьковское шоссе, Залесная, Лейтенанта Красикова, Ильича до посёлка Новое Юдино (Беляевский). Закрыт в 2008 году.

## Маршрут № 14
Автобусный маршрут № 14 появился не позднее 1961 года и являлся кольцевым маршрутом, двигаясь в противоположную 4-му маршруту сторону. К 1977 году маршрут перестал быть кольцевым и соединял площадь Вахитова с микрорайоном Горки через улицы Жданова, Павлюхина, Даурская, Рихарда Зорге и Мавлютова. В конце 1980-х — начале 1990-х годов маршрут был продлён с обеих сторон: с одной стороны, до 5-й горбольницы, и до улицы Академика Парина, с другой, а к 2004 году маршрут был удлинён ещё раз, до Дубравной улицы, и в этом виде маршрут просуществовал до 2007 года.
После перенумерации маршрутов в 2007 году, старому 14-му маршруту стал соответствовать автобус № 7, а «новым» 14-м маршрутом стал бывший № 25 (с некоторыми изменениями). От Чеховского рынка автобус следовал по улицам Чехова, Достоевского (в обратном направлении — Лейтенанта Шмидта, Ершова, Гвардейская), Аделя Кутуя, Родины, проспекту Победы, Братьев Касимовых, Рихарда Зорге и вновь проспекту Победы до микрорайона Ферма-2. Почти сразу же после открытия схема движения маршрута была несколько изменена: с улицы Родины на проспект Победы автобус следовал через улицы Ломжинская, Фучика и Зорге. Упразднён в 2009 году.

## Маршрут № 15
Автобусный маршрут № 15 появился не позднее 1970 года и соединял Кремль (площадь 1 Мая) с улицей Журналистов (через улицы Ленина, Лобачевского, Карла Маркса, Николая Ершова и Губкина). К концу 1980-х годов маршрут был укорочен до улицы Арбузова. В конце 1980-х — начале 1990-х годов маршрут был упразднён, и воссоздан в 1999 году как «маршрутка», соединявшая роддом № 1 с комбинатом «Здоровье» через понтонный мост. Затем конечная остановка переносилась к железнодорожному вокзалу и ЦУМу.
После перенумерации маршрутов в 2007 году, старому 15-му маршруту стал соответствовать автобус № 8, а «новым» 15-м маршрутом стал бывший № 26 (с некоторыми изменениями). комбината «Здоровье», автобус следовал по улицам Университетская, Право-Булачная (в одном из направлений — Лево-Булачная, Астрономическая, Островского), Декабристов, Ибрагимова (в обратном направлении только по улице Декабристов), Ямашева, Мусина, Чуйкова до улицы Адоратского; обратно на проспект Ямашева автобус возвращался через улицу Адоратского.

## Маршрут № 16
Автобусный маршрут № 16 появился не позднее 1970 года и соединял посёлок Дербышки через улицы Советская, Шоссейная, Утренняя и Транспортная с посёлком Аки. По этому маршруту с незначительными изменениями (увеличено количество остановок) маршрут ходил до 2007 года.
После перенумерации маршрутов в 2007 году, старому 16-му маршруту стал соответствовать автобус № 7, а «новым» 15-м маршрутом стал бывший № 27 (с некоторыми изменениями). От речного порта автобус следовал по улицам Девятаева, Татарстан, Габдуллы Тукая, Эсперанто, Вишневского, Николая Ершова, Сибирский тракт, Халитова, Журналистов до остановки «Вещевой рынок». Упразднён в 2009 году.

## Маршрут № 17
Автобусный маршрут № 17 появился не позднее 1970 года и соединял площадь Свободы с мясокомбинатом на Гвардейской улице. К 1977 году соединял Чеховский рынок с микрорайоном Горки через улицы Чехова, Николая Ершова, Красной Позиции, Аделя Кутуя, Родины, Рихарда Зорге и Мавлютова. Ко второй половине 1980-х годов автобус № 17 был переброшен на новый маршрут, соединяя улицу Можайского с улицей Моисеева на Жилплощадке через улицы Телецентра, Маршрутная, Горьковское шоссе, Восстания, Декабристов, Ленинградская, Тэцевская и Гудованцева. К середине 1990-х годов начальная остановка была перенесена на улицу Серова; на улицу Восстания маршрут выходил через улицы Кулахметова или Восход. К 2001 году конечная маршрута была перенесена на улицу Гудованцева. Упразднён не позднее 2004 года.
Вновь маршрут № 17 появился в 2007 году — это был укороченный «старый» маршрут № 29. От улицы Адоратского автобус следовал по улицам Чуйкова (на обратном пути — по участку улицы Голубятникова), Ибрагимова, Волгоградская, Декабристов, Восстания, Горьковское шоссе, Залесная, Ильича, Бирюзовая до профилактория в посёлке Новое Юдино. Упразднён в 2008 году.

## Маршрут № 18
Автобусный маршрут № 18 появился не позднее 1970 года и соединял телевышку на улице Можайского с посёлком Лагерная через улицы Телецентра, Маршрутная, Горьковское шоссе, Фрунзе, 1 Мая/25 Октября и Борьбы, Гладилова, Несмелова, Клары Цеткин и Боевая. На 1995 год автобус совершал следующие остановки: Можайского, кинотеатр «Идель», Фрунзе, Халтурина, 1 Мая/Кировский райисполком, Карла Либкнехта, Гладилова, кинотеатр «Звезда», Урицкого, 10 лет Октября, Набережная, магазин, почта, Товарная, станция Лагерная. В конце 1990-х упразднён и вскоре воссоздан как кольцевой «Горьковское шоссе» — «Халитова», на 2006 года проходивший через улицы Восстания, Чуйкова (в одном из направлений Голубятникова, Мусина), Адоратского, Ямашева, Сибирский тракт, Ершова, Карла Маркса, Пушкина, Татарстан, Московская, Чернышевского, Бурхана Шахиди (в одном из направлений Гаяза Исхаки, Рустема Яхина), Саид-Галеева, Кировская дамба, Несмелова, Гладилова, Лукницкого, 25 Октября (в одном из направлений по 1 Мая), Степана Халтурина и Фрунзе/Болотникова.
После 2007 года старому маршруту автобуса № 18 стал соответствовать автобус № 10 (с изменениями), а новому 18-му автобусу соответствовала упразднённая маршрутка № 168. От переулка Дуслык автобус следовал по улицам Бигичева, Сахарова (или проспект Победы — Закиева), Фучика, Зорге, Гвардейская, Ершова, Сибирский тракт, Ямашева, Адоратского, Чуйкова, Восстания, Декабристов, Копылова, Дементьева, Ижевская, Максимова, Челюскина до улицы Северо-Полюсной.

## Маршрут № 19
Автобусный маршрут № 19 появился не позднее 1970 года и соединял телевышку на улице Можайского с площадью Куйбышева через улицы Телецентра, Маршрутная, Горьковское шоссе, Фрунзе, 1 Мая/25 Октября и Борьбы, Гладилова, Несмелова, Кировская дамба, Новокремлёвская, Кирова, Парижской Коммуны и Университетская. К середине 1990-х годов обе конечные остановки были перенесены на улицу Батыршина и Лево-Булачную соответственно, а чуть позже с Лево-Булачной улицы перенесена к театру Камала. Упразднён в 2004 году.
Вновь маршрут № 19 появился в 2007 году — это был укороченный «старый» маршрут № 31. От улицы Карбышева автобус следовал по улицам Гвардейская, Патриса Лумумбы, Космонавтов, Сибирский тракт, Халитова до северо-восточной окраины посёлка Азино. В том же году маршрут был перенаправлен с улиц Лумумбы и Космонавтов на улицу Ершова, а на следующий год вместо посёлка Азино перенаправлен к посёлку Дербышки. В 2009 году маршрут был сильно изменён: начинаясь от улицы Ноксинский спуск автобус следовал по улице Фучика, затем через станции метро «проспект Победы» и «Горки» до улицы Гвардейской и далее по старой трассе; конечной остановкой стал ДК имени Саид-Галеева. С незначительными изменениями маршрут просуществовал до 2020 года.

## Маршрут № 20
Автобусный маршрут № 20 появился не позднее 1970 года и соединял телевышку на улице Можайского с площадью Куйбышева. К 1977 автобус соединял улицу Королёва (парк Урицкого) с посёлком Караваево через улицы Декабристов, Ленинградская и Кадышевская. К середине 1990-х маршрут был упразднён, но к 2000 году возрождён, соединяя жилой массив Дербышки через Киндери (улица Азина), Северную объездную дорогу, Большие Дербышки (улица Лесная) с посёлком Малые Дербышки. Протяжённость маршрута составляла 6,1 км.
После 2007 года старому маршруту № 20 стал соответствовать маршрут № 11 (с изменениями), новый же соответствовал старому маршруту № 30. Начинаясь от улицы 1 Мая, автобус следовал улицам Лукницкого и 25 Октября (в одном из направлений по Степана Халтурина), Фрунзе/Болотникова, Восстания, Декабристов, Копылова, Дементьева, Максимова (в одном из направлений — вместо них по участку ул. Ленинградской), Ленинградская, Вересаева, Ударная, Советская и северной объездной дороге до АЗС «Щербаковка». Упразднён в 2009 году.

## Маршрут № 21
Автобусный маршрут № 21 появился не позднее 1970 года и соединял соцгород с посёлком Кадышево. К 1995 году он проходил по улицам Максимова, Ленинградская, Вересаева, Камчатская и Советская, совершая остановки Караваево, Максимова, Копылова, Айдарова, Вересаева, Сахалинская, поворот, сады-1, сады-2, управление, Кадышево. В начале 2000-х маршрут был продлён до садового общества «Крутушка». К 2006 году маршрут был упразднён.
Вновь создан в 2007 году и ходил по трассе старого 33-го маршрута: от улицы Гаврилова автобус следовал по улицам Чуйкова, Восстания, Декабристов, Копылова, Дементьева (или Олега Кошевого), Дементьева, Павлова, Вересаева, Ударная, Малая Заречная и Песочная до посёлка Сухая Река. Упразднён в 2008 году.

## Маршрут № 22
Автобусный маршрут № 22 появился не позднее 1970 года и соединял улицу Короленко с посёлком Сухая Река. К 1977 году начальная остановка маршрута была перенесена на проспект Амирхана. В таком виде маршрут просуществовал до конца 1980-х — начала 1990-х, когда был упразднён. К 2000 году и соединял улицу Гаврилова с речным портом, затем с мехобъединением, затем со строительным институтом, а затем вновь с речным портом.
После 2007 года начал ходить по несколько изменённому маршруту упразднённой маршрутки № 167. Начинаясь от улицы Можайского, автобус следовал по улицам Телецентра, Маршрутная, Горьковского шоссе, Восстания, Декабристов, Ярмарочная, Батурина, Карла Маркса (или Большая Красная до площади Свободы), Чехова, Достоевского, Аделя Кутуя, Гвардейская, Зорге, Мавлютова, Оренбургский проезд и вновь формируемой улице до жилого массива Ферма-2. В 2009, 2014 и 2018, 2020 и 2021 годах в схему движения маршрута вносились незначительные изменения.

## Маршрут № 23
Автобусный маршрут № 23 появился не позднее 1970 года и соединял железнодорожный вокзал со станцией Юдино. К концу 1980-х годов маршрут сокращён в начале и начинался от улицы 1 Мая, проходя по улицам Степана Халтурина (в одном из направлений также по улицам Деловая и 25 Октября), Фрунзе, Горьковское шоссе, Залесная, Ильича и Революционная до посёлка Юдино. В начале 2000-х годов маршрут был продлён до профилактория в посёлке Новое Юдино, а к 2005 году начальная остановка перемещена в центр к театру Камала. Протяжённость маршрута составляла 25 км. В связи с тем, что соединял с отдалённым крупным городским посёлком, был перегружен и одним из немногих с сочленёнными автобусами-«гармошками» Икарус-280 и (наряду только с № 7) Karosa B 841.
После перенумерации маршрутов в 2007 году стал ходить по трассе старого 43 маршрута: начинаясь от остановки «ЦУМ» на улице Яхина, автобус следовал по улицам Гаяза Исхаки, Чернышевского, Московская, Татарстан, Тукая, Техническая, Кулагина, Тульская, Борисковская (или Фермское шоссе), Давликеевская, Ново-Давликеевская и Рощинская до посёлка Мирный. В 2014, 2016 и 2021 году схема движения маршрута подвергалась незначительным изменениям.

## Маршрут № 24
Автобусный маршрут № 24 появился не позднее 1970 года и соединял площадь Куйбышева с Ленинградской улицей. К концу 1970-х годов начальная остановка маршрута перенесена на площадь Свободы, причём на площадь Свободы с Ленинской дамбы автобус попадал через улицы Батурина и Карла Маркса, а обратно — через улицы Пушкина, Куйбышева и Баумана.
К концу 1980-х годов маршрут уже обслуживал другое направление и соединял улицу Айдинова (фактически — Дегтярную улицу) с 10-м микрорайоном через улицы Айдинова, Свердлова, Жданова, Павлюхина, Оренбургский тракт, Танковая, Зорге и Фучика. В связи с тем, что соединял центр с большим «спальным» районом Горки-2 более прямо чем трамвай № 12, был перегружен и одним из немногих с сочленёнными автобусами-«гармошками» Икарус-280. К середине 1990-х маршрут автобуса начинался от речного порта, по улицам Портовая, Татарстан, Пушкина, Свердлова, далее о старой трассе. В таком виде он просуществовал до 2004 года, когда был закрыт.
Вновь маршрут № 24 появился в 2007, он соответствовал старому 45-му маршруту с изменениями. Начинаясь от улицы Халитова, автобус следовал по Сибирскому тракту, улице Мира, Парковая, Главная, Липатова, Советская, Азина до Научного городка-2 (ВНИВИ). Упразднён в 2008 году.

## Маршрут № 25
Автобусный маршрут № 25 появился не позднее 1970 года и соединял улицу Чехова с посёлком Дальний через улицы Чехова, Ершова, Красной Позиции, Аделя Кутуя и Бухарская. К концу 1980-х годов автобус стал следовать с улицы Чехова на Аделя Кутуя через улицу Достоевского; к середине 1990-х годов маршрут был продлён по улицам Родины, Зорге, проспект Победы, Оренбургский проезд до ДРКБ. К 2001 году начальная и конечная маршрута были перенесены соответственно на парк Горького и Ферму-2 (через посёлок Дальний, Приволжский рынок и ДРКБ) и в таком виде маршрут просуществовал до 2007 года.
После перенумерации маршрутов в 2007 году стал ходить по несколько изменённому упразднённому маршруту № 154. От 2-й Тихорецкой улицы автобус следовал по улицам Техническая, Тульская, Авангардная, Кулагина, Техническая, Габдуллы Тукая, Эсперанто, Ершова, Губкина, Арбузова (в одном из направлений по улицам Журналистов, Халитова), Сибирский тракт, Мира, Парковая, Главная, Липатова до посёлка Дербышки. В 2015 году маршрут укорочен на одну остановку и стал начинаться с Технической улицы. 8 июля 2024 года упразднен.

## Маршрут № 26
Автобусный маршрут № 26 появился не позднее 1970 года и соединял гостиницу «Совет» с улицей Короленко. Был первым и вместе с № 11 и 45 единственным городским транспортом, соединявшим центр и бурнозастраивавшиеся «спальные» кварталы Нового Савинова до появления трамвая № 13, в связи с чем одним из первых получил сначала автобусы Икарус-260, а затем сочленённые автобусы-«гармошки» Икарус-280. К концу 1970-х годов конечные остановки с обеих сторон перенесены соответственно на Астрономическую улицу и 39-й квартал. К концу 1980-х они были вновь перенесены, на улицу Адоратского и комбинат «Здоровье», соответственно; соединялись они через проспекты Ямашева и Ибрагимова, улицы Декабристов, Баумана, Профсоюзная и Университетская; обратно на Декабристов автобус возвращался через улицы Островского, Мусы Джалиля, Тази Гиззата, Кирова, Новокремлёвская и Ярмарочная. К середине 1990-х годов маршрут немного укорочен и начинался от 39-го квартала (со стороны проспекта Амирхана). К 2000 году одна из конечных остановок вновь перенесена на улицу Адоратского и в таком виде маршрут существовал до 2007 года.
Новый маршрут № 26 примерно соответствовал старому № 52. Начинаясь от Юнусовской площади, автобус следовал по улицам Тукая, Эсперанто, Павлюхина (в одном из направлений с заездом на Шаляпина и Качалова), Оренбургский тракт, Танковая, Мавлютова, проспект Победы до станции метро «проспект Победы». Упразднён в 2008 году.

## Маршрут № 27
Автобусный маршрут № 27 появился не позднее 1970 года и соединял площадь Куйбышева с улицей Зорге. К 1977 году конечные остановки были перенесены соответственно на площадь Вахитова и Даурскую улицу (через улицы Жданова и Павлюхина). В 1980-е годы маршрут был упразднён, к концу 1980-х вновь восстановлен и соединял улицу 1 Мая с посёлком Юдино; к середине 1990-х годов маршрут обслуживал новое направление: от площади Вахитова до улицы Халитова. К 2000 году маршрут перенаправлен от улицы Халитова к ДК химиков; в 2004 году вместо площади Вахитова маршрут стал отправляться с Юнусовской площади, в 2005 году — с речного порта. К 2006 году конечная остановка маршрута перенесена на Московский рынок.
После перенумерации маршрутов в 2007 году он стал ходить по несколько изменённому «старому» 105-му маршруту. От речного порта автобус следовал по улицам Девятаева, Татарстан, Тукая, Эсперанто, Павлюхина, Даурская, Зорге, Мавлютова, Сыртлановой, Гарифьянова, Зорге, Юлиуса Фучика до улицы Закиева. Упразднён в 2009 году.

## Маршрут № 28
Автобусный маршрут № 28 появился не позднее 1977 года и соединял 39-й квартал с улицей 10 лет Октября через улицы Мирная, Голубятникова, Восстания, Фрунзе, Халтурина, 1 Мая (или 25 Октября и Борьбы), Гладилова, Несмелова и Клары Цеткин. К 1980 году он также начинался от 39-го квартала, но от другой его стороны — от проспекта Амирхана. К 1988 году конечные остановки маршрута перенесены на улицы Адоратского и Набережная (завод медаппаратуры) соответственно, а к 2000 году — к остановке «Универсам» (угол улиц Адоратского и Лаврентьева) и посёлку Лагерная. В начале 2000-х годов конечная остановка вновь переносится на улицу 10 лет Октября, а в 2004 году маршрут упраздняется.
После перенумерации маршрутов в 2007 году он стал ходить по «старому» кольцевому 56-му маршруту. От улицы Короленко автобус следует по проспекту Ямашева, проспекту Амирхана, улицам Вишневского, Карла Маркса, Большая Красная, Батурина, Декабристов, Гагарина и возвращается на улицу Короленко. По этому же кольцу, но в обратном направлении следует маршрут № 28а.

## Маршрут № 29
Автобусный маршрут № 29 появился не позднее 1977 года и соединял 39-й квартал с институтом физкультуры. К 1980 году маршрут уже соединял Московский рынок с улицей Халитова через улица Волгоградская, Короленко и проспект Ямашева; протяжённость маршрута составляла 7,9 км. В первой половине 1990-х годов начальная остановка была перенесена с Московского рынка к улице Короленко. В 2000—2001 годах маршрут был удлинён до вещевого рынка, а к 2003 году был упразднён, а в 2004 году восстановлен и следовал от профилактория в посёлке Новое Юдино до вещевого рынка. Примерно тогда же был запущен маршрут № 29а, который отправлялся на вещевой рынок с посёлка Осиново. В таком виде маршрут просуществовал до 2007 года.
После перенумерации маршрутов в 2007 году он стал ходить по несколько изменённому «старому» 57-му маршруту. Начинаясь от комбината «Здоровье», автобус следовал по Булачным улицам, Ленинской дамбе, улицам Декабристов, Копылова, Тэцевская, Гудованцева и Моисеева до остановки «Гудованцева» (с оборотом по улицам Химиков и Беломорская). К 2012 году маршрут был продлён по улицам Пушкина, Бутлерова и Волкова до строительного института. К 2016 году автобус начал заезжать с улицы Декабристов на проспект Ибрагимова, возвращаясь на неё через Волгоградскую улицу.

## Маршрут № 30
Автобусный маршрут № 30 появился не позднее 1977 года и соединял улицу Айдинова с Даурской улицей через улицы Островского, Луковского, Жданова и Павлюхина. К 1988 году продлён в обе стороны: от ЦУМа до кинотеатра «Комсомолец», а к 1990 году упразднён. Вновь возник к 2001 году, соединяя улицу Гаврилова с посёлком Крутушка. В 2006 году сокращён до посёлка Щербаковка (на зимний период) и до Щербаковских садов (в летний период). Также возник летний маршрут № 30а, соединявший улицу 1 Мая с Щербаковскими садами.
После перенумерации маршрутов в 2007 новый 30-й маршрут соответствовал (с изменениями) старым маршрутам № 51 и 117. Начинаясь от остановки «ЦУМ» на улице Рустема Яхина, автобус следовал по улицам Гаяза Исхаки, Чернышевского, Московская, Ташаяк, Ярмарочная, Батурина, Карла Маркса, Достоевского (на обратном пути — Гвардейская, Ершова, Вишневского, Островского, Пушкина, Татарстан, Московская), Аделя Кутуя, Гвардейская, Зорге, Мавлютова, Сыртлановой, проспект Победы, Зорге, Фучика, Сахарова и Хайдара Бигичева до переулка Дуслык (возвращение на ул. Фучика через Глушко-проспект Победы-Закиева). Вскоре схема движения была серьёзно изменена: автобус стал следовать с начальной остановки через вокзал, Московскую улицу, площадь Тукая и площадь Свободы, далее по старой трассе; обратный путь через улицы Вишневского, Островского и прочие отменён. В 2008 году начальная остановка перенесена к Лагерной; автобус следовал до вокзала по улицам Боевая, Клары Цеткин, Кировская дамба и Саид-Галеева, и далее по маршруту. В 2009, 2014 годах в схеме движения маршрута происходили незначительные изменения. 8 июля 2024 года продлен от железнодорожного вокзала до Привокзальной улицы.

## Маршрут № 31
Автобусный маршрут № 31 появился не позднее 1977 года и соединял Даурскую улицу с Компрессорной улицей через улицы Рихарда Зорге, Родины, Аделя Кутуя, Красной Позиции, Ершова и Сибирский тракт. К 1988 году маршрут был удлинён в обе стороны до кинотеатра «Комсомолец», с одной стороны и до Ново-Азинской улицы, с другой. В этом виде маршрут просуществовал до 2005—2006 годов, когда был упразднён.
Вновь маршрут № 31 был организован в 2007 году. Начинаясь от улицы Сахарова, автобус следовал по улицам Фучика, Зорге, Даурская, Павлюхина (в одном из направлений с заездом на Шаляпина-Качалова), Эсперанто, Тукая, Татарстан, Мазита Гафури, Кызыл-Татарстан, Меховщиков, Магистральная до посёлка Новое Победлиово. В 2008 году начальная остановка перенесена к магазину IKEA на проспекте Победы, а в следующем году продлён до Старого Победилово. В ноябре 2021 года схема движения автобусного маршрута № 31 временно изменилась — из-за строительных работ по улице Меховщиков. Он стал следовать от ИКЕА только до остановки «мехобъединение». При были пущены два временных маршрута: № 31а (Старое Победилово — мехобъединение через Отары, улицы 2-я Тихорецкая, Техническая, Тукая, Татарстан и Мазита Гафури) и № 31в (Макаронная фабрика — Нефтебаза по Магистральной улице).

## Маршрут № 32
Автобусный маршрут № 32 появился не позднее 1977 года и соединял улицу Айдинова с микрорайоном Горки через улицы Островского, Луковского, Жданова, Павлюхина, Даурская, Зорге и Мавлютова. Во второй половине 1980-х годов соединял улицу Шамиля Усманова с Жилплощадкой через улицы 7-я Союзная, посёлок Левченко, улицы Химическая и Беломорская. К 1990 году соединял Приволжский рынок с посёлком Салмачи, а середине 1990-х упразднён. В 2003 годуy соединял проспект Победы и Куюки через Салмачи, однако к 2004 году вновь упразднён. Восстановлен в 2005 году как маршрутное такси с теми же конечными остановками и в таком виде существовал до 2007 года.
После перенумерации маршрутов в 2007 году новый № 32 соответствовал старому № 61. Начинаясь от посёлка Дербышки, автобус следовал через Киндери до остановки «АРЗ» (Высокая Гора). Упразднён в 2008 году.

## Маршрут № 33
Автобусный маршрут № 33 появился не позднее 1977 года и соединял 39-й квартал с Кадышевской улицей через улицы Мирная, Гоубятникова, Короленко, Гагарина, Декабристов и Ленинградская. К концу 1980-х годов начальная остановка была перенесена к улице Адоратского, а к 1990 году — к улице Гаврилова. В связи с тем, что подвозил к заводам Авиастроя из кварталов большого «спального» района Новое Савиново более прямо чем трамвай № 13 и троллейбус № 13, был перегружен, несмотря на эксплуатацию сочленённых автобусов-«гармошек» Икарус-280. Во второй половине 1990-х продлён до Сухой Реки, и в таком виде существовал до 2007 года.
После перенумерации маршрутов в 2007 году новый маршрут № 33 соответствовал старому № 63. Начинаясь от Фермы-2, автобус следовал по Оренбургскому проезду, проспекту Победы, улицам Зорге, Фучика, Минская, проспект Победы, Аграрная, Космонавтов, Сибирский тракт, Ямашева, Декабристов, Копылова; через улицы Дементьева, Ижевская, Максимова и Ленинградская вновь на Копылова. С 28 сентября 2024 года в направлении "Фермы-2" после остановки "Минская улица" стал заезжать на остановку "Ломжинская улица".

## Маршрут № 34
Автобусный маршрут № 34 появился не позднее 1977 года и соединял Волгоградскую улицу с Тэцевской улицей. В конце 1980-х годов соединял улицу Моисеева с остановкой «Энергетическая», а к 1990 году был упразднён. Вновь организован в конце 1990-х и соединял Чеховский рынок с посёлком Левченко через улицы Карла Маркса, Батурина, Декабристов, Восстания, 7-я Союзная. С 2003 года маршрут начинался от парка Горького, а в 2005 году продлён до проспекта Победы (Приволжского рынка) по улицам Ершова, Космонавтов, Аграрная, проспект Победы, Сахарова, Фучика и Зорге.
После перенумерации маршрутов в 2007 году новый маршрут № 34 соответствовал изменённому старому № 66. Начинаясь от Фермы-2, автобус следовал по Оренбургскому проезду, проспекту Победы, улицам Зорге, Фучика, Сахарова (в одном из направлений — Закиева), проспект Победы, Аграрная, Космонавтов, Сибирский тракт, Халитова, Журналистов, вновь Сибирский тракт, Мира, Парковая и Халезова до остановки «ДК им. Саид-Галеева»; обратно на улицу Мира автобус возвращался через Советскую улицу.

## Маршрут № 35
Автобусный маршрут № 35 появился не позднее 1977 года и соединял улицу Карима Тинчурина с посёлком Новое Победилово через улицы Магистральная, Меховщиков, Кызыл-Татарстан (или Ирек), Мазита Гафури и Татарстан. Упразднён в 1980-е годы и вновь организован в конце 1980-х, соединяя улицу Халитова с 10-м микрорайоном по новосооружённой Южной Внутригородской магистрали (ныне — часть Большого Казанского кольца). К середине 1990-х укорочен до Азино-2, а к 2001 году упразднён. Вновь организован в 2006 году и соединял Фрезерную улицу с 39-м кварталом через улицы Аванградная, Тульская, Фермское шоссе, Оренбургский тракт, Танковая, Мавлютова, проспект Победы, Зорге, Фучика, Сахарова, проспект Победы, Арбузова, Ямашева, Адоратского и Чуйкова.
После перенумерации маршрутов в 2007 году новый маршрут № 35 стал кольцевым и соответствовал изменённым старым № 50 и 67. От Чеховского рынка автобус следовал по улицам Чехова, Ершова, Карла Маркса, Пушкина, Булачным улицам, улицам Декабристов, Волгоградская, Восстания, Чуйкова, Воровского, Гаврилова, Чуйкова, Адоратского, Ямашева, Сибирский тракт, Ершова, Вишневского, Достоевского и вновь Чехова; в обратном направлении действует кольцевой маршрут № 35а. В том же году маршрут был перенаправлен с Булачных улиц на Московскую улицу, а с 2015 года стал заезжать на улицу Петра Витера.

## Маршрут № 36
Автобусный маршрут № 36 появился не позднее 1977 года и соединял площадь Вахитова с проспектом Победы через улицы Жданова, Павлюхина, Даурская и Зорге. В конце 1980-х продлён до улицы Фучика, к 1990 году продлён до улицы Габишева, а к середине 1990-х продлён с другой стороны до 5-й горбольницы. К 2000 году продлён в обе стороны — до улицы Татарстан и улицы Завойского соответственно, но к 2001 году вновь укорочен до 5-й горбольницы. Упразднён к 2004 году.
Вновь организован в 2007 году; начинаясь от вещевого рынка, автобус следовал по Сибирскому тракту, улицам Арбузова (в одном из направлений по Журналистов-Арбузова), Ямашева, Адоратского, Чуйкова (в одном из направлений с заездом на Мусина-Голубятникова), Восстания, Ибрагимова, Волгоградская, Декабристов, вновь Восстания, Фрунзе/Болотникова, Степана Халтурина, 1 Мая, Лукницкого, 25 Октября, затем вновь по улицам Халтурина, Фрунзе/Болотникова, затем по Горьковскому шоссе, улицам Залесная и Осиновская до посёлка Новая Тура. В том же году маршрут перенаправлен с Новой Туры на Осиново, также запушены маршруты 36а (Горьковское шоссе — Новая Тура) и 36б (Театр Камала — Новая Тура). В 2008 году трасса маршрута была изменена: заезд на Голубятникова был отменён, маршрут стал срезать путь от улицы Восстания до Горьковского шоссе через улицу Кулахметова. В 2009 году маршрут № 36б был отменён, а № 36а начинался от посёлка Залесный; к 2012 году маршрут № 36а был продлён до Новониколаевского.

## Маршрут № 37
Автобусный маршрут № 37 появился не позднее 1977 года и соединял улицу Чехова с проспектом Победы через улицы Ершова, Красной Позиции, Аделя Кутуя, Родины и Зорге. К концу 1980-х годов продлён до Фермы-2, а к 2001 году начальная остановка была перенесена к парку Горького; к 2005 году она была перенесена ещё раз — к площади Тукая. Упразднён к 2006 году.
Вновь организован в 2007 году; начинаясь от Фермы-2 автобус следовал по Оренбургскому проезду, проспекту Победу, улицам Зорге, Даурская, Павлюхина, Луковского, Островского, Пушкина, Татарстан, Московская, Ташаяк, Ярмарочная, Декабристов, Копылова, Дементьева, Ижевская (в одном из направлений — по улице Кошевого) Максимова, Ленинградская, Вересаева, Ударная, Малая Заречная, Песочная до посёлка Сухая Река.
В феврале 2022 года на маршруте было 22 автобуса, а к марту 2024 остался один. Перевозчик ради денег распродал свои автобусы другим фирмам, пожертвовав маршрутом, тем самым 6 марта 2024 года маршрут был закрыт. За место был организован маршрут №37а от остановки «КДК имени Ленина» до остановки «Жилой массив Сухая Река». 14 мая 2024 года автобусный маршрут был закрыт, из-за нехватки автобусов и водителей. 
После смены перевозчика, 24 октября 2024 года маршрут №37а восстановлен.

## Маршрут № 38
Автобусный маршрут № 38 появился не позднее 1977 года и соединял улицу Айдинова с проспектом Победы через улицы Островского, Луковского, Свердлова, Жданова, Павлюхина, Даурская, Зорге. К концу 1980-х годов продлён до улицы Фучика, а к 1990 году — до улицы Завойского. К середине 1990-х годов удлинён с другой стороны — до площади Куйбышева. К 2000 году конечная остановка была перенесена к 10-му микрорайону, а к 2001 году маршрут был упразднён.
Вновь организован в 2007 году; маршрут соединял Соцгород с Дальними садами через посёлок Сухая Река. Упразднён к 2008 году. Ненадолго восстановлен под номером 37А, но 14 мая 2024 года снова был закрыт. 

## Маршрут № 39
Автобусный маршрут № 39 появился не позднее 1979 года и соединял площадь Куйбышева с республиканской клинической больницей. К концу 1980-х обслуживал другое направление и соединял улицу Айдинова с Оренбургским трактом через улицы Свердлова, Жданова, Павлюхина. К 1990 году обе конечные остановки маршрута перенесены соответственно на сквер Тукая и ДРКБ; а к 1995 году — на площадь Куйбышева и Ферму-2; в таком виде просуществовал до своего упразднения в 2004 году.
Вновь организован в 2007 году и соединял ветеринарный институт с посёлком станции Дербышки через улицы Сибирский тракт, Центрально-Торфяная, Торфяная и 3-я Станционная. К 2012 году преобразован в сезонный маршрут № 39с.

## Маршрут № 40
Автобусный маршрут № 40 появился не позднее 1977 года и соединял Компрессорную улицу с посёлком Дербышки через Сибирский тракт, Мира и Советская (и оборотом по улицам Липатова, Главная и Клубная). В этом виде он просуществовал до своего упразднения в 2004 году.
Вновь организован в 2007 году; начинаясь от Соцгорода, автобус следовал по улицам Копылова, Ленинградская (в одном из направлений по Кошевого, Ижевской и Максимова), Вересаева, Ударная, Камчатская, Советская и северной объездной дороге до АЗС «Щербаковка». С 2008 года маршрут стал начинаться с улицы Гаврилова, а к 2016 году сокращён до кафе «Ак Барс». 8 июля 2024 года сокращен от Кафе Ак барс до КДК им. Ленина.

## Маршрут № 41
Автобусный маршрут № 41 появился в середине 1970-х годов и соединял улицу Айдинова с проспектом Победы через улицы Луковского, Островского, Свердлова, Жданова, Павлюхина, Даурская, и Рихарда Зорге. К 1979 году продлён до улицы Фучика, с середины 1980-х годов маршрут стал начинаться от сквера Тукая, а с конца 1980-х — с улицы Айдинова. К середине 1990-х годов обе конечные остановки были перенесены на улицу Кирова и Дубравную соответственно, к 2000 году вновь продлён и начинался от речного порта. Упразднён в 2004 году.
Вновь организован в 2007 году; начинаясь от 39 квартала, автобус следовал по улицам Чуйкова, Адоратского, Ямашева, Сибирский тракт, Мира, Парковая, Главная, Советская, Мира, Азина и Северной объездной дороге до садового общества «Крутушка». К 2009 году переведён в разряд «сезонных».

## Маршрут № 42
Автобусный маршрут № 42 появился в середине 1970-х годов и соединял Фрезерную улицу с посёлком Мирный через улицы Авангардная, Тульская, Борисковская, Давликеевская, Ново-Давликеевская и существовал в таком виде до конца 1990-х, когда начало маршрута было перенесено в центр города, к ЦУМу через площадь Тукая и Оренбургский тракт. В середине 2000-х конечные остановки маршрута оставались теми же, но путь его следования изменился — он проходил через площадь Вахитова и Техническую улицу.
После ввода новой схемы движения общественного транспорт в 2007 году стал ходить стал ходить по маршруту № 84 (по старой нумерации). Начинаясь от ДК имени Ленина, автобус следовал по улицам Олега Кошевого, Ижевская, Максимова, Копылова, Ленинградская, Ударная, Камчатская и Шоссейная до посёлка Борисоглебское. К 2018 году в схему движения маршрута были внесены незначительные изменения.

## Маршрут № 43
Автобусный маршрут № 43 появился в середине 1970-х годов и соединял речной порт с Московским рынком через улицы Портовая, Татарстан, Нариманова, Саид-Галеева, Несмелова, Гладилова, 1 Мая, Степана Халтурина, Фрунзе, Восстания и Шамиля Усманова; на улицу Саид-Галеева автобус возвращался через улицы Декабристов, Ярмарочная и Новокремлёвская. К 1979 году автобус обслуживал совершенно другое направление, соединяя площадь Вахитова с улицей Фучика через улицы Жданова, Павлюхина, Рихарда Зорге, Габишева и Сафиуллина; к 1984 году продлён до 10-го микрорайона. К концу 1990-х годов маршрут отправлялся от Юнусовской площади и в таком виде просуществовал до своего упразднения в 2004 году.
Вновь организован в 2007 году. Начинаясь от Химической улицы, автобус следовал по улицам Беломорская, Челюскина, Тэцевская, Копылова (в одном из направлений — по Максимова-Ленинградской-Копылова), Декабристов, Восстания (в одном из направлений — по Воровского-Октябрьской-Гагарина-Короленко), Чуйкова, Амирхана, Вишневского, Эсперанто, Техническая, Кулагина, Аванградная, Тульская, Техническая, Тихорецкая до конечной остановки «2-я Тихорецкая». Вскоре схема движения была изменена: автобус следовал с Декабристов на Чуйкова через улицы Гагарина и Короленко. В 2015 конечная остановка маршрута изменена на «Техническую».

## Маршрут № 44
Автобусный маршрут № 44 появился в середине 1970-х годов и соединял проспект Победы с Модельной улицей через улицы Братьев Касимовых, Комарова, Оренбургский тракт, Фермское шоссе, Тульская, Авангардная и Техническая. К 1979 году продлён до улицы Фучика, а в середине 1980-х — до 10-го микрорайона, и в таком виде существовал до начала 2000-х, когда был упразднён. Вновь организован в 2004 году соединяя Ленинградскую улицу с речным портом через Московский рынок, Новое Савиново, Компрессорный, парк Горького и площадь Вахитова, но уже к 2005 году вновь упразднён.
Вновь организован в 2007 году. Начинаясь от улицы 1 Мая автобус следовал по улицам Халтурина (в одном из направлений по улицам Лукинцкого и 25 Октября), Горьковское шоссе, Фрунзе/Болотникова, Восстания, Чуйкова, Адоратского, Ямашева, Сибирский тракт, Мира, Парковая, Главная (в одном из направлений — Советская) и Липатова. Вскоре автобус стал съезжать с улицы Восстания до Московского рынка, возвращаясь на неё через улицы Волгоградская и Ибрагимова. В 2008 году продлён по улицам Гладилова, Несмелова, Цеткин, Боевая и Набережная до завод медицинской аппаратуры, а к 2015 году начинался от Адмиралтейской улицы. Перестал обслуживаться в декабре 2018 года. Официально упразднён к 2020 году.

## Маршрут № 45
Автобусный маршрут № 45 появился в конце 1970-х годов и соединял железнодорожный вокзал с 39-м кварталом Ленинского района через улицы Саид-Галеева, Чернышевского, Баумана, Декабристов, Ибрагимова, Ямашева, Мирная, Восстания, Амирхана. Был первым и вместе с № 11 и 26 единственным городским транспортом, соединявшим центр и бурнозастраивавшиеся «спальные» кварталы Нового Савинова до появления трамвая № 13, в связи с чем первым получил автобусы Икарус-260. Упразднён в середине 1980-х годов.
Восстановлен в конце 1980-х, соединяя Дербышки с ветеринарным городком, через улицы Советская и Мира и посёлок Киндери. В таком виде он просуществовал до 2007 года.
После перенумерации маршрутов начинался от Фермы-2, следовал по улицам Оренбургский проезд, проспект Победы, Зорге, Фучика, Закиева, проспект Победы, Арбузова, Ямашева, Адоратского, Чуйкова, Восстания, Кулахметова, Фрунзе/Болотникова, Халтурина, 25 Октября, Лукницкого (в одном из направлений — 1 Мая), Гладилова, Несмелова, Клары Цеткин, Боевая, 2-я Старо-Аракчинская до посёлка Старое Аракчино. В 2017 году продлён до жилого комплекса «Су анасы». В 2024 году в схему движения маршрута вносились небольшие изменения.

## Маршрут № 46
Автобусный маршрут № 46 появился в конце 1970-х годов и соединял Астрономическую улицу с улицей Короленко. В связи с тем, что соединял центр с заречной частью города и подвозил к вузам, считался «студенческим», был перегружен и одним из первых получил сочленённые автобусы-«гармошки» Икарус-280. К 1988 году маршрут начинался от площади Куйбышева и соединялся с улицей Короленко через улицы Баумана, Профсоюзная, Декабристов и Восстания. Упразднён в 2005 году, в связи со вводом в эксплуатацию метрополитена.
Вновь организован в 2007 году; начинаясь от улицы Габишева, автобус следовал по улицам Зорге, Фучика, Зорге, Фучика, Сахарова, проспект Победы, Арбузова, Ямашева, Короленко, Восстания, Горьковское шоссе, Залесная, Ильича, Лейтенанта Красикова и Бирюзова до посёлка Новое Юдино. В 2009 году конечная маршрута изменена на «9-й микрорайон», в 2014 году — на остановку «деревня Универсиады», а в 2018 году — на жилой массив «Экопарк Дубрава».

## Маршрут № 47
Автобусный маршрут № 47 появился в конце 1970-х годов и соединял площадь Вахитова с улицей Халитова через улицы Жданова, Вишневского, Ершова и Сибирский тракт. Протяжённость маршрута составляла 8,6 км. С 2004 года удлинён в обе стороны с одной стороны, до Юнусовской площади с другой — до Дербышек и просуществовал в этом виде до 2007 года.
После перенумерации маршрутов в 2007 году начинался от площади Тукая, следовал по Булачным улицам, Ленинской дамбе, улицам Декабристов, Восстания, Кулахметова и Батыршина до одноимённой остановки. В том же году начало маршрута перенесено к театру кукол, в 2008 году — к Танковой улице через улицы Островского, Луковского, Салимжанова, Павлюхина и Оренбургский тракт; в 2009 году конечная остановка переносилась на улицу Парина, а затем к деревне Универсиады.
8 июля 2024 года маршрут был перенесен с проспекта Ибрагимова на улицу Декабристов. 

## Маршрут № 48
Автобусный маршрут № 48 появился в конце 1970-х годов, соединяя телевышку с улицей Халитова; вскоре упразднён. Восстановлен в конце 1980-х и соединял Дербышки с посёлком Белянкино; протяжённость маршрута составляла 6,9 км. Упразднён к 2000 году.
Вновь организован в 2007 году; начинаясь от улицы железнодорожного вокзала, автобус следовал по улицам Саид-Галеева, Кировская дамба, Несмелова, Краснококшайская, Фрунзе/Болотникова, Горьковское шоссе, Залесная, автодороге Р175 до пгт Васильево. С 2008 года начинался от старого аэропорта. Официально закрыт в 2011 году.

## Маршрут № 49
Автобусный маршрут № 49 появился в конце 1970-х годов и соединял железнодорожный вокзал с улицей Фучика. К середине 1980-х начинался от ЦУМа. и соединялся с улицей Фучика через улицы Кирова, Татарстан, Пушкина, Свердлова, Жданова, Даурская и Зорге; протяжённость маршрута составляла 12 км. В первой половине 1990-х продлён до Азино-2, в 2000-х годах конечная остановка переместилась на улицу Сахарова. В связи с тем, что соединял центр с большими «спальными» районами Горки-2 и Азино-2, был перегружен и одним из немногих с сочленёнными автобусами-«гармошками» Икарус-280. В 2005 году укорочен до станции метро «Горки» и вскоре упразднён.
Вновь организован в 2007 году; начинаясь от Вещевого рынка, автобус следовал по улицам Журналистов, Сибирский тракт (в одном из направлений через Халитова), Ямашева, Декабристов, Восстания, Фрунзе/Болотникова, Степана Халтурина, 25 Октября, Лукницкого (в одном из направлений через улицу 1 Мая), Гладилова, Несмелова, Клары Цеткин и Боевая до посёлка Лагерная. В 2008 году конечной остановкой маршрута стал железнодорожный вокзал, однако вскоре старая схема следования была восстановлена. 8 июля 2024 года упразднен.

## Маршрут № 50
Автобусный маршрут № 50 появился в конце 1970-х годов и соединял площадь Куйбышева с посёлком Киндери. В середине 1980-х годов институт физкультуры (Горьковское шоссе) с озером Лебяжье, а в конце 1980-х годов проспект Амирхана с Дальними садами; вскоре маршрут был укорочен до Сухой Реки и упразднён во второй половине 1990-х. Не позднее 2001 года восстановлен как маршрутное такси, соединявшее улицу Гаврилова с площадью Тукая через улицы Чуйкова, Ибрагимова, Батурина, Карла Маркса и Пушкина; обратно на Ленинскую дамбу маршрут возвращался через улицы Профсоюзная и Ярмарочная. После открытия моста «Миллениум» стал кольцевым.
После ввода новой схемы движения общественного транспорт в 2007 году стал ходить стал ходить по маршруту № 100 (по старой нумерации). Начинаясь от улицы Халитова, автобус следовал по улицам Сибирский тракт, Мира, Азина, Северной объездной дороге, затем от неё до посёлка Крутушка. Упразднён в 2009 году.

## Маршрут № 51
Автобусный маршрут № 51 появился в конце 1970-х годов и соединял улицу Халитова с посёлком Киндери. Вскоре был упразднён и восстановлен во второй половине 1980-х, соединяя 10-й микрорайон с Модельной улицей через улицы Фучика, Зорге, Танковая, Оренбургский тракт, Тульская, Авангардная, Фрезерная и Техническая; протяжённость маршрута составляла 11,5 км. К середине 1990-х соединял ЦУМ с посёлком Мирный, в конце 1990-х упразднён. К 2001 году восстановлен как маршрутное такси, а к 2003 году маршрут начинался уже от Лагерной и проходил через улицы Боевая, Клары Цеткин, Кировская дамба, Саид-Галеева, Чернышевского, Кирова, Татарстан, Пушкина, Карла Маркса, Чехова, Шмидта, Достоевского, Аделя Кутуя, Гвардейская, Зорге, Фучика и Сахарова с разворотом через проспект Победы-Закиева; к 2006 году продлён до улицы Файзи.
Вновь организован в 2007 году; начинаясь от Московского рынка, автобус следовал по улицам Декабристов, Чистопольская, Амирхана, Ямашева, Сибирский тракт, Мира, Азина до села Высокая Гора. Вскоре к нему был присоединён маршрут № 26; таким образом, маршрут начинался от проспекта Победы, проходил через станцию метро «Горки», площадь Вахитова, вокзал, Ленинскую дамбу, улицу Декабристов, далее по маршруту. С 2008 года начинался от речного порта; упразднён к 2012 году.

## Маршрут № 52
Автобусный маршрут № 52 появился не позднее 1988 года и соединял ЦУМ с улицей Мавлютова. В связи с тем, что соединял центр с большим «спальным» районом Горки более прямо чем трамвай № 12, был перегружен и одним из первых получил сочленённые автобусы-«гармошки» Икарус-280. К середине 1990-х продлён до улицы Парина, а к середине 2000-х — до проспекта Победы; с 2005 года укорочен и начинался с Юнусовской площади; упразднён к 2006 году.
Вновь организован в 2007 году; начинаясь от Советской площади, автобус следовал по улицам Ершова, Карла Маркса, Толстого, Бутлерова, Пушкина, Карла Маркса, Батурина, Декабристов, Ибрагимова, Копылова, Ленинградская, Максимова (в одном из направлений — Тэцевская), Челюскина, Беломорская, Давыдова (в одном из направлений — Центрально-Мариупольская) и Литвинова до посёлка Северный. Вскоре перенаправлен с проспекта Ибрагимова на улицу Декабристов, с 2008 года начал отправляться с улицы Сахарова, а с 2009 года — с улицы Арбузова. Закрыт в 2013 году.

## Маршрут № 53
Автобусный маршрут № 53 появился в конце 1970-х и соединял 39-й квартал Ленинского района с улицей Зорге. Вскоре упразднён, а в конце 1980-х восстановлен и соединял 5-ю горбольницу с улицей Парина. К 2000 году начало маршрута перенесено к ЦУМу, а его конец к 2001 году перенесён на улицу Завойского. В 2003 году начало маршрута перенесено к мехобъединению, а к 2004 году — к посёлку Старое Победилово. Упразднён к 2005 году.
Вновь организован в 2007 году. Начинаясь от речного порта, автобус следовал по улицам Девятаева, Татарстан, Московская (в одном из направлений — Тукая, Бурхана Шахиди), Чернышевского, Саид-Галеева, Кировская дамба, Несмелова, Гладилова, 1 Мая (в одном из направлений — Лукницкого, 25 Октября), Степана Халтурина, Фрунзе/Болотникова, Восстания, Декабристов, Копылова, Дементьева, Ижевская, Максимова, Челюскина (в одном из направлений — Ленинградская, Копылова), Беломорская до улицы Давыдова с разворотам по улицам Давыдова, Литвинова и Центрально-Мариупольская. В том же году укорочен до Ленинградской улицы. В 2009 и 2024 годах в схему движения маршрута вносились небольшие изменения.

## Маршрут № 54
Автобусный маршрут № 54 появился в конце 1970-х годов и соединял телестудию (улица Шамиля Усманова) с аэропортом. Вскоре упразднён, и восстановлен в 1999 году, соединяя Дербышки с 10-м микрорайоном через улицы Фучика, Зорге, Гарифьянова, Сыртлановой, Мавлютова, Зорге, Гвардейская, Ершова, Сибирский тракт, Мира. В таком виде с незначительными изменениями он просуществовал до 2007 года.
После 2007 года соединял площадь Тукая с улицей Гаврилова через улицы Бутлерова, Маяковского, Гоголя (в одном из направлений — Кочетов переулок, Щапова, Муштари, участки Большой Красной и Толстого), Карла Маркса, Ершова, Чехова, Достоевского (в одном из направлений без заезда на последние две улицы), Вишневского, Амирхана и Чуйкова. Вскоре начало маршрута перенесено на улицу Татарстан а к улице Николая Ершова автобус стал следовать через площади Тукая, Свободы и улицу Карла Маркса, а к 2008 году начало маршрута возвращено на площадь Тукая. Впоследствии начало маршрута переносилось на улицу Островского, затем на комбинат «Здоровье», затем на речной порт (в 2011 году).

## Маршрут № 55
Автобусный маршрут № 55 появился в конце 1970-х годов и соединял улицу Короленко с заводом оргсинтеза. Вскоре упразднён и восстановлен, соединяя площадь Вахитова с парком Горького через улицы Жданова и Вишневского. К 1990 году удлинён в обе стороны и соединял 5-ю горбольницу с улицей Халитова, а к середине 1990-х обе конечные остановки перенесены соответственно на Модельную улицу и парк Горького. Упразднён к 2000 году и восстановлен как маршрутное такси, соединявшее улицу Сахарова с Юнусовской площадью через улицы Фучика, Зорге, Гарифьянова, Сыртлановой, Мавлютова, Танковая, Оренбургский тракт, Тульская, Авангардная, Фрезерная, Техническая и Тукая; к 2004 году продлён до речного порта и в таком виде просуществовал до 2007 года.
После 2007 года соединял улицу Адоратского с Фермой-2 через улицы Воровского, Чуйкова, Мусина, Ямашева, Арбузова, Губкина, Ершова, Гвардейская, Зорге, Мавлютова, проспект Победы и Оренбургский проезд. К 2011 году начинался от остановки «39-й квартал», а в 2018 году продлён до ЖК «Лесной городок».

## Маршрут № 56
Автобусный маршрут № 56 появился в конце 1970-х годов и соединял посёлок Левченко с Московским рынком., но вскоре был упразднён.
Вновь восстановлен в середине 1980-х, соединяя Волгоградскую улицу с агентством «Аэрофлота» через улицы Декабристов, Карла Маркса, Лобачевского, Дзержинского, Горького, Карла Маркса, Ершова и Патриса Лумумбы; протяжённость маршрута составляла 9,4 км. В связи с подвозом к нескольким вузам в центре именовался «студенческим», был постоянно перегружен, несмотря на эксплуатацию исключительно сочленённых автобусов-«гармошек» Икарус-280. Упразднён в 2005 году. С 2006 года восстановлен как кольцевой и проходил от улицы Гагарина через Московский рынок, площадь Свободы, парк Горького, мост «Миллениум», улицы Чуйкова и Короленко.
После 2007 года соединял 5-ю горбольницу с посёлком Петровский через улицы Сайдашева, Тукая, Техническая, Кулагина, Авангардная, Тульская, Борисковская, Давликеевская (в одном из направлений по Фермскому шоссе), Ново-Давликеевская и Центральная. В том же годы начало маршрута перенесено к улице Рустема Яхина; в 2014 и 2021 годах в схему движения маршрута вносились незначительные изменения.

## Маршрут № 57
Автобусный маршрут № 57 появился в конце 1970-х годов и соединял посёлок Залесный с улицей Степана Халтурина. Вскоре упразднён и вновь организован в конце 1980-х, соединяя Дербышки с Большими Дербышками; закрыт в первой половине 1990-х годов. В третий раз организован в конце 1990-х и ходил по маршруту комбинат «Здоровье» — Жилплощадка, через Тэцевскую, Копылова, Декабристов, Ярмарочную и Булачные улицы.
После 2007 года соединял улицы Ленинградская и Привокзальная через улицы Ленинградская, Копылова (в одном из направлений через Максимова-Ижевскую-Дементьева), Декабристов, Восстания, Кулахметова, Батыршина, Баруди, Краснококшайская, Несмелова, Клары Цеткин, Боевая, 2-я Старо-Аракчинская, Приволжская и Богатырская. В том же году обе конечные остановки маршрут были перенесены соответственно на улицу Давыдова и завод медаппаратуры, а в 2008 году удлинён в обе стороны и соединял Химическую улицу с Привокзальной улицей. Закрыт в 2013 году.

## Маршрут № 58
Автобусный маршрут № 58 появился в конце 1970-х годов и соединял ЦУМ с институтом физкультуры (Горьковское шоссе). Вскоре упразднён, и восстановлен в конце 1990-х, соединяя 10-й микрорайон с железнодорожным вокзалом (через Приволжский и Чеховский рынки, площади Свободы и Тукая).
После 2007 года соединял ДРКБ и посёлок Вознесенское через улицы Оренбургский проезд, проспект Победы, Зорге, Фучика, Минская, проспект Победы, Ломжинская, Ноксинский спуск, Ноксинский, Старательный (в одном из направлений заезд с первого на второй через Центральную и Профсоюзную улицы) и Боковой переулки. Закрыт в 2008 году.

## Маршрут № 59
Автобусный маршрут № 59 появился в 1980-е годы, и на конец 1980-х соединял 10-й микрорайон с Модельной улицей; протяжённость маршрута составляла 10,7 км; к середине 1990-х маршрут начинался с улицы Фучика. Вскоре удлинён до улицы Сафиуллина и к 2004 году упразднён.
Вновь организован в 2007 году и соединял улицу Рустема Яхина с вещевым рынком через улицы Гаяза Исхаки, Чернышевского, Московская, Татарстан, Тукая, Эсперанто, Павлюхина, Оренбургский тракт, Танковая, Мавлютова, Сыртлановой, Гарифьянова, Зорге, Фучика, Сахарова, проспект Победы, Аграрная, Космонавтов, Сибирский тракт, Халитова и Журналистов. Упразднён в 2008 году.

## Маршрут № 60
Автобусный маршрут № 60 появился в первой половине 1980-х годов и соединял улицу Татарстан с посёлком Отары. К концу 1980-х он был продлён до Старого Победилово; его протяжённость составила 11,7 км; примерно тогда же название начальной остановки было изменено на «улица Парижской Коммуны». С 2005/2006 году маршрут начинался от улицы Сахарова и в таком виде просуществовал до 2007 года.
После 2007 года соединял Химическую улицы с ДК имени Саид-Галеева в Дербышках через улицы Беломорская, Ленинградская (Челюскина), Максимова, Ижевская, Дементьева (Кошевого), Копылова, Ибрагимова, Волгоградская, Короленко, Ямашева, Сибирский тракт, Халитова, Журналистов, Сибирский тракт, Парковая и Халезова с разворотом на улицу Мира через Советскую улицу. К 2011 году конечная остановка маршрута была изменена на «Дербышки».

## Маршрут № 61
Автобусный маршрут № 61 появился в середине 1980-х годов и соединял сквер Тукая с улицей Габишева. Вскоре упразднён и восстановлен в конце 1980-х, соединяя посёлок Дербышки с Высокой Горой, и просуществовал в этом виде до 2007 года; протяжённость маршрута составляла 10,9 км.
После 2007 года соединял станцию метро «Горки» с улицей Можайского через улицы Зорге, проспект Победы, Взлётная, Патриса Лумумбы, Ершова, Зинина, Вишневского (с заездом на Чеховский рынок), Амирхана, Чуйкова, Восстания и Горьковское шоссе. В том же году начало маршрута перенесено к жилому массиву Солнечный город, а в 2008 году схема движения маршрута была частично изменена. Упразднён к 2012 году.

## Маршрут № 62
Автобусный маршрут № 62 появился в середине 1980-х годов и соединял площадь Вахитова с улицей Габишева. Вскоре упразднён и восстановлен в конце 1980-х, соединяя посёлок Дальний со школой № 156 (улица Чишмяле), вновь упразднён в первой половине 1990-х; протяжённость маршрута составляла 5,5 км. В третий раз организован в начале 2000-х и соединял улицу Гаврилова с посёлком Сухая Река. Некоторое время был упразднён, а затем восстановлен, начинаясь от посёлка Дербышки. Вновь упразднён в 2006 году.
Вновь организован в 2007 году и соединял проспект Победы с Химической улицей через улицы Зорге, Габишева, Сафиуллина, Фучика, Сахарова, проспект Победы, Арбузова, Ямашева, Адоратского, Чуйкова, Восстания, Ибрагимова, Волгоградская, Декабристов, Копылова, Тэцевская, Беломорская с заездом на Жилплощадку. В том же году укорочен до Жилплощадки, также в схему движения маршрута вносились небольшие изменения. В 2018 году продлён до Осиново, в 2019 году начинался от магазина IKEA на углу проспекта Победы и улицы Сахарова. В 2020 году начал ходить от дворца водных видов спорта, а в 2021 году продлевается до микрорайона Салават Купере.8 июля 2024 года был сокращен от остановки жилой массив Салават Купере до метро "Яшьлек".

## Маршрут № 63
Автобусный маршрут № 63 появился в 1980-е годы и на 1987 год соединял посёлок Новое Юдино с селом Осиново через Юдино и Залесный. К концу 1980-х сокращён до Юдино, а во второй половине 1990-х упразднён. Вновь организован в 1999 году, соединяя ДРКБ с Ленинградской улицей через Оренбургский проезд, проспект Победы, Зорге, Фучика, Минская, проспект Победы, Арбузова, Ямашева, Декабристов, Копылова (в одном из направлений заезд на Дементьева-Ижевскую-Максимова).
После 2007 года соединял 10-й микрорайон с улицей Рустема Яхина через улицы Фучика, Сахарова, Аграрная, Космонавтов, Ершова, Вишневского, Эсперанто, Салимжанова, Пушкина, Булаку, Черншевского и Исхаки; обратно на улицу Ершова автобус возвращался по улицам Исхаки, Чернышевского, Московская, Новокремлёвская, Ярмарочная, Батурина и Карла Маркса. В том же году полукольцевое движение маршрута было отменено, а конечная остановка перенесена к улице Габишева; в 2009 начало маршрута перенесено сначала к вокзалу, затем в посёлок Левченко. 8 июля 2024 года был сокращен от остановки жилой массив «Левченко» до станции метро "Яшьлек".

## Маршрут № 64
Автобусный маршрут № 64 появился в середине 1980-х годов и соединял посёлок Сухая Река с Дальними садами; его протяжённость составляла 6,3 км. Упразднён в первой половине 1990-х годов и позже вновь организован, соединяя улицу Братьев Касимовых с улицей Мусина. К 2004 году вновь упразднён.
Вновь организован в 2007 году и соединял Химическую улицу с посёлком Лагерная через улицы Беломорская (с заездом на Жилплощадку), Тэцевская, Копылова, Декабристов, Восстания, Фрунзе/Болотникова, Халтурина, 25 Октября, Лукницкого (или 1 Мая), Гладилова, Несмелова, Клары Цеткин и Боевая. В том же году продлён до Привокзальной улицы через Старое и Новое Аракчино и Красную Горку; упразднён в 2008 году.

## Маршрут № 65
Автобусный маршрут № 65 появился в середине 1980-х годов и соединял улицу Чехова с посёлком Самосырово через улицы Ершова, Космонавтов, Аграрная и Мамадышский тракт. В этом виде он существовал до второй половины 1990-х, когда был заменён кольцевым маршрутом, начинавшимся от Чеховского рынка и следовавшего через площадь Свободы, Кремль, Ленинскую дамбу, Московский рынок, 39-й квартал, авторынок, 3-ю транспортную дамбу, Советскую площадь и парк Горького. К 2004 году добавилось ответвление от этого «кольца» через улицы Аделя Кутуя, Гвардейская, Зорге и 10-му микрорайону. В этом виде маршрут просуществовал до 2007 года.
После 2007 года соединял станцию метро «Суконная слобода» с Самосырово через улицы Вишневского (с заездом на Чеховский рынок), Ершова, Космонавтов, Аграрная и Мамадышский тракт. В том же году начало маршрута перенесено к театру кукол, а к 2009 году перенесено на Юнусовскую площадь, маршрут же продлён о Самосыровского кладбища и стал полукольцевым, от Юнусовской площади следуя к парку Горького через театр Камала, площадь Тукая и Чеховский рынок, а в обратном направлении следуя через улицу Вишневского и площадь Вахитова. С 2013 года стал соединять Советскую площадь с жилым массивом Царицынский бугор через улицы Губкина, Коновалова, Каспийская; упразднён в 2014 году.

## Маршрут № 66
Автобусный маршрут № 65 появился в 1980-е годы, но уже в 1984 году отсутствовал. Вновь организован в первой половине 1990-х и связывал улицу Чехова с Фермой-2, а с начала 2000-х связывал проспект Победы (Приволжский рынок) с Дербышками. С 2004 начинался от Фермы-2 и следовал до Дербышек через Оренбургский проезд, проспект Победы, Зорге, Фучика, Сахарова/Закиева, проспект Победы, Аграрная, Космонавтов, Ершова и Сибирский тракт.
После 2007 года стал кольцевым; начинаясь от Советской площади, следовал по улицам Ершова, Гвардейская, проспект Победы, Аграрная, Космонавтов. Также был организован маршрут № 66а, двигавшийся во встречном направлении; в 2008 от «кольца» появилось ответвление на улицу Халитова. Упразднён к 2012 году.

## Маршрут № 67
Автобусный маршрут № 67 появился в середине 1980-х годов Советскую площадь с Малыми Клыками через улицы Космонавтов, Аграрная и Мамадышский тракт. В конце 1990-х упразднён и вновь организован как кольцевой маршрут, двигавшийся во встречном маршруту № 65 направлению и в этом виде он существовал до 2007 года.
После 2007 года соединял станцию метро «Аметьево» с музеем изобразительных искусств через улицы Моторная, Братская, Аметьевская, Ипподромная, Павлюхина, Эсперанто, Вишневского, Карла Маркса (с выходом на улицу Вишневского через улицы Муштари, Большая Красная, Гоголя, Бутлерова, Волкова и Достоевского. В том же году продлён до улицы Батурина, а в 2008 году — до Московского рынка (через Ленинскую дамбу по направлению к нему, в обратном направлении — через мост «Миллениум»). Закрыт в 2011 году.

## Маршрут № 68
Автобусный маршрут № 68 появился в середине 1980-х и соединял 10-й микрорайон с улицей Карбышева (18-я поликлиника) через улицы Фучика, Зорге, Танковая. К концу 1980-х начинался от Азино, а к началу 2000-х — от улицы Сахарова; упразднён в 2004 году.
Вновь организован в 2007 году и соединял 5-ю горбольницу с улицей Ноксинский спуск через улицы Сайдашева, Тукая, Эсперанто, Павлюхина, Даурская, Оренбургский тракт, Танковая, Мавлютова проспект Победы, Фучика (с разворотом через Минскую улицу). В том же году начало маршрута перенесено к улице Рустема Яхина, а сам он удлинён до посёлка Вознесенское; в 2014 году началом маршрута стал железнодорожный вокзал, а в 2016 году он был продлён до улицы Иман. 8 июля 2024 года был сокращен от железнодорожного вокзала до метро "Проспект Победы". 9 ноября 2024 года был сокращен от улицы Иман до поселка "Вознесенское".

## Маршрут № 69
Автобусный маршрут № 69 появился в конце 1980-х годов и соединял улицу Академика Парина с речным портом. Упразднён во второй половине 1990-х, позднее восстановлен, связывая Волгоградскую улицу с посёлком Северный; к 2001 году его начало перенесено к театру Камала. Упразднён в 2005 году.
Вновь организован в 2007 году как полукольцевой маршрут; начинаясь от посёлка Мирный, автобус следовал по улицам Рощинская, Ново-Давликеевская, Давликеевская, Борсиковская, Тульская, Фермское шоссе; от Танкового кольца следовал по кольцевому маршруту: Оренбургский тракт-Вишневского-Ершова-Лумумбы-Взлётная-Сахарова-Фучика-Зорге-Танковая. Также был организован маршрут № 69а, следовавший в противоположном направлении. В том же году автобус был пущен через Советскую площадь, улицы Космонавтов и Аграрная. Закрыт в 2014 году.

## Маршрут № 70
Автобусный маршрут № 70 появился в конце 1980-х и соединял посёлок Залесный с посёлком Новониколаевский. К 2001 году укорочен до Осиново, а к 2004 году начинался от Новой Туры, проезжая до Осиново через Залесный, а в 2005 году соединял Осиново и Вещевой рынок и существовал в этом виде до 2007 года.
После 2007 года соединял улицу Рустема Яхина с Фермой-2 через улицы Исхаки, Тази Гиззата, Бурхана Шахиди, Тукая, Павлюхина, Даурская, Зорге, Мавлютова, проспект Победы, Оренбургский проезд. Закрыт в 2008 году. Вновь организован в 2017 году, связывая ЦУМ с жилым комплексом «Весна» через улицы Московская, Чернышевского, Кремлёвская, Лобачевского, Карла Маркса, Ершова, Гвардейская, Аделя Кутуя, Камалеева, проспект Победы, Мамадышский тракт, Азата Аббасова. В 2019 году стал начинаться от Чеховского рынка. 9 ноября 2024 года при движении в центр от ЖК Весна идет по улицам Умырзая, Иман, Дублеру Вознесенского тракта, Закиева и далее по прежнему маршруту. 
Со 2 декабря 2024 продлён до станции метро Проспект Победы. Начиная от Чеховского рынка двигается по прежнему маршруту до ЖК Весна, далее Умырзая, Иман, дублёр Вознесенского тракта, участок Фучика, Сыртлановой и Проспект Победы. В направлении на Чеховский рынок начинает движение со станции метро, участок Фучика и далее по маршруту в обратном направлении. 

## Маршрут № 71
Автобусный маршрут № 71 появился в 1989 году и соединял сквер Тукая с микрорайоном Азино-2. К 1995 году начало маршрута перенесено к дворцу спорта, а к 2000 году — к ЦУМу. Упразднён в 2005 году.
Вновь организован в 2007 году соединяя улицу Чехова с посёлком Константиновка через улицы Ершова, Патриса Лумумбы, Космонавтов, Аграрная, Мамадышский тракт и Интернациональная. В 2008 году конечные остановки изменены на площадь Вахитова и Самосыровское кладбище соответственно; при этом сохранился заезд в Константиновку. В 2016 году начало маршрута перенесено к 5-й горбольнице, а конечная возвращена в Константиновку. С 8 июля 2024 года маршрут курсирует по улицам Пушкина, Бутлерова, Волкова, Достоевского в обоих направлениях.

## Маршрут № 72
Автобусный маршрут № 72 появился в 1989 году и соединял Ново-Азинскую улицу с улицей Курчатова и упразднён в первой половине 1990-х. Восстановлен во второй половине 1990-х, соединяя улицу 1 Мая с посёлком Залесный, а к 2001 году удлинён в обе стороны, до театра Камала и Новой Туры соответственно. К 2004 году разделён на 3 маршрута: № 72а (до Новой Туры), № 72б (до Осиново) и № 72в (до Юдино). К 2006 из них остаётся один, до посёлка Осиново, который остаётся с номером 72.
После 2007 года стал соединять Борисково с Юдино через улицы Тульская, Авангардная, Кулагина, Техническая, Тукая, Татарстан, Московская, Чернышевского, Бурхана Шахиди (или Яхина-Исхаки), Саид-Галеева, Кировская дамба, Несмелова, Гладилова, 1 Мая (или Лукницкого-25 Октября), Халтурина, Фурнзе/Болотникова, Горьковское шоссе, Залесная, Ильича, Красикова. В 2008 году продлён до профилактория в посёлке Новое Юдино. С 2021 года стал начинаться от площади Вахитова. 8 июля 2024 года был сокращен от площади Вахитова до тетра им. Камала. В этом же году в схему движения маршрута вносились небольшие изменения.

## Маршрут № 73
Автобусный маршрут № 72 появился в 1989 году и соединял Астрономическую улицу улицу с улицей Курчатова. В 1991 году конечная остановка был перенесена на улицу Лаврентьева, а к 1995 году — на улицу Гаврилова. Упразднён и позже восстановлен, соединяя ЦУМ с улицей Закиева; к 2001 году вновь обслуживает новое направление, связывая улицу Гаврилова с площадью Тукая; в очередной раз упразднён в 2004 году.
Вновь организован в 2007 году, соединяя станцию метро «Горки» с посёлком Салмачи через улицы Зорге (в обратном направлении круг по проспекту Победы-Мавлютова-Зорге), Габишева, Кул Гали и Центральная. Закрыт в 2008 году.

## Маршрут № 74
Автобусный маршрут № 74 появился в конце 1980-х и соединял ДК Ленина с Дальними садами.
Вновь организован в 2007 году как кольцевой маршрут; начинаясь от вокзала, автобус следовал по улицам Саид-Галеева, Ташаяк, Ярмарочная, Декабристов, Чистопольская, Вишневского, Шмидта, Чехова, Ершова, Гвардейская, Зорге, Братьев Касимовых, Мавлютова, Сыртлановой, Зорге, проспект Победы, Мавлютова, Камая, 2-я Туринская, Оренбургский тракт, Павлюхина, Салимжанова, Луковского, Островского, Пушкина, Татарстан, Тукая, Тази Гиззата, Гаяза Исхаки и Рустема Яхина обратно к вокзалу; также был организован маршрут № 74а, следовавший в обратном направлении. В 2007 и 2008 годах была изменена схема движения маршрута в Ново-Савиновском районе и на Горках; также схема движения маршрута в Ново-Савиновском районе менялась в 2014 и 2015 годах. С 2018 года маршрут перестал быть кольцевым, с конечными остановками «дворец водных видов спорта» и «10-й микрорайон», а маршрут № 74а упразднён.

## Маршрут № 75
Автобусный маршрут № 75 был открыт в 1989 году и соединял ветеринарный институт с посёлком железнодорожной станции Дербышки через посёлок Торфяной. На 1995 год совершал следующие остановки: ветеринарный институт, санаторий «Ливадия», Торфяной, ж/д переезд. станция Дербышки. По этому пути с незначительными изменениями маршрут ходил до 2007 года.
После 2007 года номер 75 получил бывший маршрут № 7. Начинаясь от комбината «Здоровье», автобус шёл по Булачным улицам, улицам Декабристов, Чистопольская и проспекту Амирхана до конечной остановки «авторынок». Вскоре маршрут стал делать «крюк», заезжая на конечную остановку через улицы Чуйкова, Адоратского и Воровского, с 2014 года — заезжать по Чистопольской улице до дворца водных видов спорта с обратным заездом на проспект Амирхана.

## Маршрут № 76
Автобусный маршрут № 76 появился в конце 1980-х и соединял ДК Ленина с окраинными посёлками Кадышево и Щербаковка, являясь пиковым маршрутом выходных дней для садоводов с сочленёнными автобусами-«гармошками» Икарус-280. В этом виде существовал до 2007 года, упраздняясь на время.
Вновь организован в 2007 году, соединяя вещевой рынок с посёлком Северный через улицы Журналистов, Халитова (в одном из направлений без заезда на Халитова), Сибирский тракт, Ямашева, Адоратского, Чуйкова, Восстания, Декабристов (в одном из направлений через Ибрагимова-Волгоградскую), Копылова, Ленингардская, Кошевого (или Дементьева), Ижевская, Максимова, Дементьева, Айдарова. Челюскина, Беломорская, Центрально-Мариупольская и Литвинова. В 2014 году в схему движения маршрута вносились небольшие изменения, в том же году конечная остановка была перенесена с вещевого рынка на улицу Халитова. Закрыт в 2018 году.

## Маршрут № 77
Автобусный маршрут № 77 появился в конце 1980-х и соединял ЦУМ с посёлком Отары; вскоре упразднён. Вновь организован во второй половине 1990-х, соединяя 10-й микрорайон со Старым Победилово.
При вводе новой схемы движения и перенумерации автобусов в 2007 году являлся одним из немногих маршрутов, сохранивших свой прежний номер и основную часть следования, соединяя переулок Дуслык со Старым Победилово через улицы Бигичева, Сахарова, Минская (в одном из направлений без заезда на неё), проспект Победы, Мавлютова, Зорге, Даурская, Павлюхина, Эсперанто, Техническая, Кулагина, Авангардная, Тульская, Техническая, Тихорецкая, Магистральная, Южно-Промышленная, Поперечно-Отарская, Центральная, Садовая. В 2008 и 2021 годах в схему движения маршрута были внесены изменения, а в 2011 году он сокращён до нефтебазы. В 2022 году продлён до Нового Победилово. 8 июля 2024 года был сокращен от переулка Дуслык до Деревни Универсиады.

## Маршрут № 78
Автобусный маршрут № 78 появился не позднее второй половины 1990-х и соединял СПК «Заречье» с Лесными Морквашами; упразднён к 2001 году.
Вновь организован в 2007 году, соединяя театр Камала с посёлком Крутушка через улицы Московская, Ташаяк, Ярмарочная, Декабристов, Ибрагимова, Копылова, Ленинградская (в одном из направлений с заездом на Дементьева-Ижевскую-Максимова), Вересаева, Ударная, Камчатская, Советская, Алатскому тракту и повороту с него. С 2011 года начинался от Волгоградской улицы.

## Маршрут № 79
Автобусный маршрут № 79 появился не позднее второй половины 1990-х и соединял ЦУМ с улицей Закиева; в 2004 году конечная остановка была перенесена на улицу Глушко, а в 2005 году маршрут был упразднён.
Вновь организован в 2007 году, соединяя площадь Восстания с улицей Завойского через улицы Декабристов, Вахитова, Краснококшайская (обратно: Краснококшайская, Кулахметова, Восстания), Несмелова, Кировская дамба, Саид-Галеева, Бурхана Шахиди, Тукая, Техническая, Кулагина, Авангардная, Тульская, Фермское шоссе, Оренбургский тракт, Танковая, Мавлютова, Дубравная и Габишева. Закрыт в 2014 году.

## Маршрут № 80
Автобусный маршрут № 80 появился не позднее второй половины 1990-х и соединял улицу Халитова с Щербаковкой, а затем продлён до Крутушки; упразднён к 2004 году. Позже вновь восстановлен в удлинённом варианте, начинаясь от 39-го квартала и заканчиваясь у с/о «Крутушка».
После 2007 года соединял Горьковское шоссе с Фермой-2 через улицы Фрунзе/Болотникова, Халтурина, 25 Октября, Лукницкого (обратно: 1 Мая), Алафузова, Краснококшайская, Вахитова, Чистопольская, Вишневского, Шмидта, Чехова, Достоевского, Аделя Кутуя (обратно: Ершова), Гвардейская, Гвардейская, Зорге, Мавлютова, проспект Победы, Оренбургский проезд. Закрыт в 2008 году.

## Маршрут № 81
Автобусный маршрут № 81 появился в начале 1990-х и соединял площадь Куйбышева с посёлком Дербышки; вскоре упразднён. Восстановлен в конце 1990-х, соединяя ЦУМ с посёлком Дербышки; позже начало маршрута перенесено с ЦУМа на железнодорожный вокзал, и в этом виде существовал до 2005 года, когда был упразднён.
Вновь организован в 2007 году, соединяя вещевой рынок с Химической улицей через Журналистов, Халитова (в одном из направлений без заезда на Халитова), Сибирский тракт, Ямашева, Адоратского, Четаева, Амирхана, Чистопольская, Ибрагимова (обратно: Декабристов, Горсоветская, Яруллина, Вахитова), Копылова, Тэцевская, Химическая (с оборотом по Беломорской-Гудованцева). В том же году в схему движения маршрута внесены небольшие изменения, а в 2008 году перенаправлен с Химической улицы на Дубравную. Закрыт в 2014 году.

## Маршрут № 82
Автобусный маршрут № 82 появился в начале 1990-х и соединял ЦПКиО имени Горького с 39-м кварталом и просуществовал в этом виде до своего упразднения в 2004 году.
Вновь организован в 2007 году, соединяя улицу Гаврилова с посёлком Старое Победилово через улицы Чуйкова, Мусина, Ямашева, Короленко, Волгоградская, Тверская, Большая Крыловка, Поперечно-Базарная, Краснококшайская, Несмелова, Кировская дамба, Саид-Галеева, Бурхана Шахиди, Тукая, Татарстан, Гафури, Кызыл-Татарстан, Меховщиков, Магистральная, Крутовская, Тихорецекая, Магистральная, Южно-Промышленная, Поперечно-Отарская, Центральная, Садовая. В том же году в схему движения маршрута внесены небольшие изменения, а в 2008 году перенаправлен с Химической улицы на Дубравную. В 2008 году пущен в одном из направлений через четвёртую транспортную дамбу. Временно закрыт в 2010 году, но более не возобновлялся.

## Маршрут № 83
Автобусный маршрут № 83 появился в начале 1990-х и соединял площадь Свободы с 39-м кварталом; в конце 1990-х перенаправлен с площади Свободы на завод оргсинтеза, вторая конечная остановка перенесена на улицу Гаврилова. Упразднён в 2005 году.
Вновь организован в 2007 году, соединяя улицу Батурина со станцией метро «проспект Победы» через улицы Карла Маркса, Пушкина, Бутлерова, Волкова, Груздева, Чехова, Шмидта, Вишневского, Ершова (обратно: Достоевского), Лумумбы, Взлётная, Сахарова, Фучика и Зорге. В 2007 и 2009 годах схема движения маршрута была изменена; к 2012 году начало маршрута перенесено к железнодорожному вокзалу, а в 2014 году — на остановку «КАИ». В 2015 году схема движения маршрута была вновь изменена, а в 2017 году он был упразднён.

## Маршрут № 84
Автобусный маршрут № 84 появился не позднее 1995 года и соединял ДК Ленина с селом Борисоглебское и существовал в этом виде до 2007 года.
После 2007 года начал соединять улицу Халитова с Чебаксой через улицы Сибирский тракт, Мира, Азина, северную объездную дорогу и Дорожную улицу.

## Маршрут № 85
Автобусный маршрут № 85 появился в начале 1990-х годов, был первым в городе экспрессным «коммерческим» маршрутом (с повышенной стоимостью проезда) и соединял Волгоградскую улицу с проспектом Победы, и существовал в этом виде до 2005 года, когда был продлён до Межрегионального клинико-диагностического центра.
После 2007 года начал соединять речной порт с Фермой-2 через улицы Девятаева, Татарстан, Пушкина, Салимжанова, Павлюхина, Оренбургский тракт, Танковая, Мавлютова, Сырталновой, Гарифьянова, Зорге, Дубравная, проспект Победы, Оренбургский проезд. В том же году в схему движения маршрута внесены небольшие изменения, а в 2015 году он был закрыт.

## Маршрут № 86
Автобусный маршрут № 86 появился не позднее 1995 года и соединял Волгоградскую улицу с агентством «Аэрофлота» и существовал в этом виде до второй половины 1990-х годов. Вновь организован во второй половине 1990-х, соединяя комбинат «Здоровье» с 39-м кварталом через улицы Чуйкова, Мусина, Ямашева, Ибрагимова, Декабристов, Ярмарочная и Булачные улицы. Упразднён в 2005 году.
Вновь организован в 2007 году, соединяя посёлки Мирный и Старое Победилово через улицы Рощинская, Ново-Давликеевская, Давликеевская, Борисковская, Тульская (в одном из направлений: Фермское шоссе), Авангардная, Кулагина, Техническая, Тукая, Татарстан, Девятаева, Меховщиков, Магистральная, Южно-Промышленная, Поперечно-Отарская, Центральная, Садовая. В 2008 году маршрут стал начинаться с улицы Гаврилова; также запущен маршрут № 86а, соединявший базу отдых «Светлая поляна» (Боровое Матюшино) со Старым Победилово, почти повторявший 86-й маршрут образца 2007 года. Закрыты в 2010 году.

## Маршрут № 87
Автобусный маршрут № 87 появился во второй половине 1990-х годов и соединял 39-й квартал Ленинского района с Модельной улицей. В 2004 году продлён по посёлка Борисково через улицы Чуйкова, Амирхана, Воровского, Адоратского, Ямашева, Сибирский тракт, Ершова, Вишневского, Эсперанто, Техническая, Фрезерная, Авангардная, Тульская и Тихорецкая.
После 2007 года начал соединять проспект Победы с Самосыровским кладбищем через улицы Зорге, Фучика, Сахарова, проспект Победы, Мамадышский тракт, Интернациональная (заезд в Константиновку) и вновь Мамадышский тракт. В 2008 году укорочен до Самосырово, а в 2014 году закрыт.

## Маршрут № 88
Автобусный маршрут № 88 появился в 1999 году и соединял Волгоградскую улицу с посёлком Дербышки. К 2001 году удлинён до улицы 1 Мая, а к 2004 году удлинён с другой стороны, до улицы Липатова, следуя по улицам 1 Мая (в другом направлении: Лукницкого, 25 Октября), Халтурина, Фрунзе, Болотникова, Восстания, Декабристов, Волгоградская, Восстания, Чуйкова, Адоратского, Ямашева, Сибирский тракт, Мира, Парковая, Главная (в другом направлении: Советская), Липатова.
После 2007 года начал соединять посёлок Дербышки с Кульсеитово через улицы Советская, Мира, Азина, северная объездная дорога и посёлок Берёзовка.

## Маршрут № 89
Автобусный маршрут № 89 появился во второй половине 1990-х годов и соединял театр Камала с микрорайоном Азино-2. К 2001 обе конечные остановки были передвинуты соответственно на площадь Тукая и Ломжинскую улицу, а к 2005 году — с Ломжинской улицы к 10-му микрорайону. В 2006 году соединял автовокзал с Ломжинской улицей.
После 2007 года начал соединять Чеховский рынок с посёлком Краснооктябрьский через улицы Карла Маркса, Муштари, Большая Красная, Гоголя (в одном из направлений без заезда на них), Бутлерова, Пушкина, Большая Красная, Батурина, Декабристов, Копылова, Ленинградская (в одном из направлений: Дементьева-Ижевская-Максимова-Челюскина), Беломорская с заездом на Жилплощадку, Химическая, Тэцевская и посёлок Новониколаевский. Также был создан маршрут № 89а, соединявший Жилплощадку через улицу Химическая, Тэцевская и посёлок Новониколаевский. В том же году схема движения маршрута была изменена; с 2008 года его начало было перенесено на улицу Сахарова, а в 2009 году укорочен до улицы Гудованцева. В 2012-13 годах начало маршрута переносилось к улице Глушко. В 2014, 2015, 2020 и 2021 годах в схему движения маршрута вносились изменения.С 4 октября 2024 года перевозчик "ИП Гилязов А. И." ушёл с рынка, маршрут разыграли но не кто не хотел принимать маршрут из за чего сейчас автобус 89 временно обслуживает компания "МУП ПАТП-2"

## Маршрут № 90
Автобусный маршрут № 90 появился во второй половине 1990-х годов и соединял Волгоградскую улицу с 10-м микрорайоном. К 2001 году удлинён в обе стороны, до улицы 1 Мая и ДРКБ соответственно, а к 2004 от ДРКБ до Фермы-2, следуя по улицам1 Мая (в другом направлении: Лукницкого, 25 Октября), Халтурина, Фрунзе/Болотникова, Восстания, Чуйкова, Адоратского, Ямашева, Арбузова, проспект Победы, Закиева, Фучика, Зорге, проспект Победы, Оренбургский проезд.
После 2007 года начал соединять станцию метро «проспект Победы» с посёлком Куюки через улицы Зорге, Габишева (в одном из направлений: Фучика-Сафиуллина), Кул Гали, Центральная. С 2008 года стал начинаться со станции метро «площадь Тукая»; в 2009, 2014, 2015, 2016, 2018, 2020 и 2021 годах в схему движения маршрута вносились изменения.

## Маршрут № 91
Автобусный маршрут № 91 появился во второй половине 1990-х годов и соединял ЦУМ с микрорайоном Азино-2. К началу 2000-х конечная остановка перенесена на улицу Сахарова, а к 2005 году — на улицу Файзи и удлинён с другой стороны до посёлка Новое Юдино, следуя по улицам Бирюзовая, Ильича, Залесная, Горьковское шоссе, Фрунзе, 1 Мая/25 Октября и Борьбы, Гладилова, Несмелова, Кировская дамба, Саид-Галеева, Бурхана Шахиди, Чернышевского, Московская, Татарстан, Пушкина, Островского, Луковского, Салимжанова, Павлюхина, Даурская, Зорге, Фучика, Сахарова и Глушко.
При вводе новой схемы движения и перенумерации автобусов в 2007 году стал уникальным пригородно-городским маршрутом, соединяя центр города (ЦУМ и площади Тукая и Свободы) не только с городским посёлком Дербышки, но и с республиканским районным центром Высокая Гора. При этом в пределах города производится обычная оплата наличными или по электронным картам, а за пределами — доплата. Проходит через улицы Яхина, Исхаки, Чернышевского, Московская, Татарстан, Пушкина, Горького/Карла Маркса, Ершова (с заездом на Чехова-Достоевского-Вишневского), Сибирский тракт, Парковая, Главная, Липатова, Советская, Мира, Азина, Большая Красная, Центральная и Полковая. В 2007, 2009, 2017 и 2021 годах в схему движения маршрута вносились небольшие изменения.

## Маршрут № 92
Автобусный маршрут № 92 появился во второй половине 1990-х годов и являлся кольцевым маршрутом с основными остановками «Горьковское шоссе» и «комбинат Здоровье» в направлении по часовой стрелке. Упразднён к 2004 году.
Вновь организован в 2007 году, соединяя улицу Гаврилова со Дальними садами через улицы Чуйкова, Восстания, Декабристов, Копылова, Ленинградская (в одном из направлений с заездом на Дементьева-Ижевскую-Максимова), Вересаева, Ударная, Малая Заречная, Песочная и дороге на Шигали. В 2008 году укорочен до Сухой Реки, но вскоре восстановлен до Дальних садов. В 2014 году в схему движения маршрута были внесены небольшие изменения. К 2015 году переведён в разряд «сезонных» и начинается от ДК имени Ленина.

## Маршрут № 93
Автобусный маршрут № 93 появился во второй половине 1990-х годов и являлся кольцевым маршрутом, следуя в обратном маршруту № 92 направлении. Упразднён в 2004 году.
Вновь организован в 2007 году, соединяя улицу Дементьева с селом Шигали через улицы Копылова, Ленинградская (в одном из направлений с заездом на Дементьева-Ижевскую-Максимова), Вересаева, Ударная, Малая Заречная, Песочная и дороге на Шигали. В 2009 году в схему движения маршрута были внесены небольшие изменения, а его начало перенесено к ДК имени Ленина; в 2019 году продлён до деревни Берновые Ковали.

## Маршрут № 94
Автобусный маршрут № 94 появился во второй половине 1990-х годов и соединял проспект Победы с 10-м микрорайоном. К 2001 году соединял Волгоградскую улицу с площадью Тукая; а к 2003 году удлинён в обе стороны — до Горьковского шоссе и проспекта Победы соответственно. К 2004 году одна из конечных остановок перенесена с Горьковского шоссе на улицу Батыршина.
После 2007 года начал соединять Межрегиональный клинико-диагностический центр с проспектом Победы через улицы 2-я Туринская, Мавлютова, (Братьев Касимовых), Зорге. Закрыт в 2008 году. Вновь организован в 2021 году, соединяя станцию метро «Дубравная» с посёлком Привольный через улицы Фучика, Сафиуллина, Габишева, Кул Гали, посёлки Салмачи и Вишнёвка.

## Маршрут № 95
Автобусный маршрут № 95 появился в начале 1990-х годов как экспрессный «коммерческий» (с повышенной стоимостью проезда), параллельный обычному № 35, и соединял 10-й микрорайон с улицей Халитова по Южной Внутригородской магистрали (ныне — часть Большого Казанского кольца) и существовал в этом виде до 2005 года, когда был упразднён.
Вновь организован в 2007 году и начал соединять Межрегиональный клинико-диагностический центр с улицей Габишева через улицы 2-я Туринская, Камая, Гарифьянова, Зорге, проспект Победы, Дубравная и Габишева с оборотом по улицам Завойского, Фучика и Сафиуллина. Закрыт в 2008 году. Вновь восстановлен в 2013 году по несколько изменённому маршруту: «МКДЦ» — «Завойского»; закрыт в 2017 году.

## Маршрут № 96
Автобусный маршрут № 96 появился в первой половине 1990-х годов и соединял 39-й квартал с посёлком Дербышки. К 2001 году соединял проспекты Амирхана и Победы, а к 2004 году являлся кольцевым маршрутом, следовавшим от проспекта Победы к Волгоградской улицей в направлении против часовой стрелки через улицы Арбузова, Ямашева, Короленко, Декабристов, Батурина, Карла Маркса, Ершова, Гвардейская, Зорге. В обратном направлении следовал маршрут № 96а.
После 2007 года начал соединять сквер Тукая с Жилплощадкой через улицы Пушкина, Татарстан, Тукая, Шахиди, Саид-Галеева, Кировская дамба, Несмелова, Краснококшайская, Забайкальская, Батыршина, Кулахметова, Васильченко, Химическая, Беломорская. Закрыт не позднее 2013 года.

## Маршрут № 97
Автобусный маршрут № 97 появился во второй половине и соединял 39-й квартал с комбинатом «Здоровье». К 2001 году начало маршрута перенесено на улицу Адоратского и в этом виде маршрут существовал до 2007 года.
После 2007 года начал соединять Соцгород с аэропортом через улицы Копылова, Ибрагимова (в одном из направлений: Деакбристов), Воровского, Короленко, Чуйкова, Амирхана, Вишневского, Достоевского, Аделя Кутуя, Взлётная, проспект Победы, Оренбургский тракт, дорогу между Большими и Малыми Кабанами. В 2008, 2009 году в схему движения маршрута внесены изменения. В 2014 году закрыт, вместо него от Восточного автовокзала пущен пригородный маршрут № 197.

## Маршрут № 98
Автобусный маршрут № 98 появился во второй половине и соединял комбинат «Здоровье» с Ленинградской улицей. К 2001 году одна из конечных остановок перенесена с комбината «Здоровье» на площадь Тукая, оттуда — на улицу Парина (2004), и в этом виде существовал до 2007 года.
После 2007 года начал улицу Короленко с посёлком Левченко через улицы Ямашева, Декабристов, Восстания, Васильченко и Рахимова. В 2008 и 2009 году начало маршрута переносилось на улицы Чернышевского и Гоголя соответственно. Закрыт в 2017 году.

## Маршрут № 99
Автобусный маршрут № 99 появился во второй половине и соединял улицу Халитова с улицей 10 лет Октября; в 2004 году он был продлён до посёлка Лагерная, и в этом виде существовал до 2007 года.
Вновь организован в 2007 году как кольцевой маршрут; начинаясь от посёлка Борисково, следовал по улицам Тульская, Авангардная, Кулагина, Техническая, Тукая, Татарстан, Булачным улицам, Ярмарочная, Батурина, Маркса, Ершова, Гвардейская, Зорге, Танковая, Фермское шоссе, вновь Тульская. По этому же кольцу во встречном направлении следовал маршрут № 99а (упразднён к 2012 году). В 2007 и 2009 годах в схему движения маршрута вносились изменения и тогда же он был продлён до 10-го микрорайона. К 2012 году перестал быть кольцевым; в 2013 году вновь частично изменён, а в 2014 году закрыт.

## Маршрут № 100
Существовал с середины 1980-х годов как пригородный маршрут, следовавший от железнодорожного вокзала до Крутушки, который был упразднён во второй половине 1990-х. К 2001 году восстановлен в укороченном виде, следуя от улицы Халитова до Крутушки через улицы Сибирский тракт, Мира, Азина, северной объездной дороге, Алатскому тракту и дороге на Крутушку. Упразднён с 2007 года.
После 2007 года под этим номером до начала 2010-х ходил временный маршрут № 100т («улица Халитова» — «улица Завойского»), а с конца 2010-х — пригородный маршрут Казань (улица Шаляпина) — сады «Орёл».

## Маршрут № 101
Существовал с середины 1980-х годов как пригородный маршрут, следовавший от Казани (автовокзал) до села Столбище; упразднён во второй половине 1990-х. Восстановлен в 1999 году, соединяя Юнусовскую площадь с Дубравной улицей, к 2003 году начало маршрута было перенесено к улице Татарстан, а конец (к 2004 году) — к 10-му микрорайону; в том же году упразднён.
После 2007 года под этим номером начал ходить сезонный маршрут № 100/100а («улица Гаврилова»/«улица 1 Мая» — «Щербаковские сады»), позднее № 100с («улица Гаврилова» — «Щербаковские сады»), который к 2010 году был упразднён. С 2011 года маршрут № 100с стал следовать от Горьковского шоссе до СНТ «Текстильщик» (восточная окраина Васильево).
С середины 2010-х под № 101 стал ходить пригородный маршрут «Компрессорный завод» — «Усады» (бывший № 309).

## Маршрут № 102
Существовал в 1990-е годы как пригородный маршрут, соединявший Казань (Аграрная улица) с Ленино-Кокушкино. Восстановлен в 2000-х годах как внутригородской маршрут, соединявший завод оргсинтеза с речным портом через улицы Беломорская, Ленинградская, Копылова (в одном из направлений: Челюскина, Максимова, Ижевская, Деметьева), Декабристов, Ярмарочная, Новокремлёвская, Московская, Татарстан и Девятаева.
После 2007 года под этим номером начал ходить сезонный маршрут № 102с «улица Ленинградская» — «Самсырово», в 2009 году заменённый на «агентство „Аэрофлота“» — «Арышхазда». С середины 2010-х ходит по маршруту «метро „Суконная слобода“» — «санаторий „Санта“» (Боровое Матюшино) в зимнее время и «метро Суконная Слобода» - «база отдыха Светлая Поляна» в летнее время.

## Маршрут № 103
Существовал в 1990-е годы как пригородный маршрут, соединявший Казань с Бирюлями. Восстановлен к 2001 году как внутригородской маршрут, соединявший 10-й микрорайон с мехобъединением, а позднее с речным портом через улицы Фучика, Сахарова/Закиева, проспект Победы, Аграрная, Космонавтов, Ершова, Маркса, Пушкина и Татарстан.
После 2007 года под этим номером начал ходить сезонный маршрут № 103с «Приволжский рынок» — «сады „Орёл“», с 2012 года ставший отправляться от сквера Славы. С 2016 года стал ходить от станции метро «проспект Победы» до Чистого озера.

## Маршрут № 104
Существовал с середины 1980-х годов, следовавший от Казани (улица Шаляпина) до села Песчаных Ковалей (позднее продлён до Габишево), который был упразднён во второй половине 1990-х. Восстановлен к 2000 году как внутригородской маршрут, соединяя площадь Тукая с Волгоградской улицей; к 2001 году удлинён до Ленинградской улицей, а начало маршрута перенесено к речному порту. Упразднён как внутригородской маршрут с 2007 года.
После 2007 года под этим номером начал ходить сезонный маршрут № 104с «Приволжский рынок» — «Столбище» (бывший № 191). С 2008 года под № 104 стал ходить автобус от Казани до Зеленодольска.

## Маршрут № 105
Существовал с середины 1980-х годов, следовавший от Казани до Кощаково, который был упразднён во второй половине 1990-х. Восстановлен к 2000 году как внутригородской маршрут, соединявший улицу Сахарова с мехобъединением, а позднее с речным портом через улицы Фучика, Зорге, Гарифьянова, Сыртлановой, Мавлютова, Танковая, Оренбургский тракт, Павлюхина, Эсперанто, Тукая, Татарстан.
После 2007 года под этим номером начал ходить сезонный маршрут № 105с «Приволжский рынок» — «Боровое Матюшино» (бывший № 193); с 2012 года «сквер Славы» — «б/о Светлая поляна», с 2014 года — пригородный маршрут «автовокзал Восточный» — «Шали» (бывший № 317).

## Маршрут № 106
Существовал в 1990-е годы как пригородный маршрут, соединявший Казань с Габишево. К 2000 году являлся внутригородским маршрутом, соединявшим улицу Короленко с площадью Вахитова через улицы Короленко, Чуйкова, Амирхана, понтонный мост, Толстого, Карла Маркса, Чехова, Шмидта, Вишневского и Эсперанто; после постройки моста «Миллениум» в одном из направлений стал проходить через него. Упразднён как внутригородской маршрут с 2007 года.
После 2007 года под этим номером начал ходить сезонный маршрут № 106с «Приволжский рынок» (в 2012 году «сквер Славы») — «Арышхазда» (бывший № 194, с 2019 года не ходил); с середины 2010-х годов под № 106 начал ходить автобус до Иннополиса.

## Маршрут № 107
Существовал с середины 1980-х годов как пригородный маршрут, следовавший от Казани (улица Шаляпина) до Чистого озера, который был упразднён во второй половине 1990-х. К 2001 году являлся внутригородским маршрутом, соединявшим Минскую улицу вначале с Советской площадью, а позже с ЦУМом; к моменту упразднения имел конечные остановки «Рустема Яхина» и «Ноксинский спуск».
После 2007 года под этим номером начал ходить сезонный маршрут № 107с «улица Рустема Яхина» — «сады „Орёл“» (бывший № 195, ходил до 2014 года); с 2014 года под № 107 начал ходить автобус от улицы Халитова до Бирюлей.

## Маршрут № 108
Существовал в 1990-е годы как пригородный маршрут, соединявший Казань с деревней Пиголи. К 2001 году являлся внутригородским маршрутом, соединявшим речной порт с улицей Гаврилова через улицы Чуйкова, Амирхана, понтонный мост, Карла Маркса, Пушкина, Татарстан и Портовая; после постройки моста «Миллениум» в одном из направлений стал проходить через него. Упразднён как внутригородской маршрут с 2007 года.
После 2007 года под этим номером начал ходить сезонный маршрут № 108с «улица Рустема Яхина» — «Песчаные Ковали» (бывший № 197, ходил до 2010 года); под № 108 c 2008 года № 108 начал ходить автобус от Казани (Дербышки) до совхоза «Матюшинский», с середины 2010-х годов — от Казани (улица Космонавтов) до Пестрецов, а с 2018 года — от комбината «Здоровье» до Иннополиса.

## Маршрут № 109
Существовал в 1990-е годы как пригородный маршрут, соединявший Казань с селом Усады Лашевского района. К 2000 году являлся внутригородским маршрутом, соединявшим 39-й квартал с ДРКБ, позднее продлённый до Фермы-2. Упразднён как внутригородской маршрут с 2007 года.
После 2007 года под этим номером начал ходить сезонный маршрут № 109с «Советская площадь» — «Новое Шигалеево» (бывший № 210); с середины 2010-х годов под № 109 начал ходить автобус от Казани (комбинат «Здоровье») до Иннополиса, а с 2018 года — от Казани (Восточный автовокзал) до Пестрецов.

## Маршрут № 110
Существовал в 1990-е годы как пригородный маршрут, соединявший Казань с Пестрецами. К 2000 году являлся внутригородским маршрутом, соединявшим Ленинградскую улицу с Чеховским рынком, позднее продлённый до Советской площади. Упразднён как внутригородской маршрут с 2007 года.
После 2007 года под этим номером начал ходить сезонный маршрут № 110с «Московский рынок» — «Арышхазда» (бывший № 211, ходил до 2010 года); под № 110 же с 2008 года ходил автобус «Казань — Шапши», а с середины 2010-х годов — автобус от Казани (северный вокзал) до Васильево.

## Маршрут № 111
Существовал с середины 1980-х годов как пригородный маршрут сообщением Казань—Константиновка, который был упразднён во второй половине 1990-х. К 2000 году являлся внутригородским маршрутом, соединявшим площадь Тукая с Ленинградской улицей. Упразднён к 2004 году.
После 2007 года под этим номером начал ходить сезонный маршрут № 111с «Приволжский рынок» — «Жиркомбинат» (бывший № 212); под № 111 ходили в 2008—2012 годах два маршрута (Казань — Бирюли и Дербышки — Пермяки), с 2014 года — автобус от Казани (Советская площадь, позднее Восточный автовокзал) до Ленино-Кокушкино (бывший № 302).

## Маршрут № 112
Существовал с начала 1980-х годов как пригородный маршрут сообщением «Казань (улица Шаляпина)»—"Боровое Матюшино", который был упразднён во второй половине 1990-х. К 2000 году являлся внутригородским маршрутом, соединявшим площадь Тукая с улицей Максимова, к 2001 году продлённый до Сухой Реки; к 2004 начало маршрута перенесено с площади Тукая до Фермы-2. Упразднён как внутригородской маршрут с 2007 года.
После 2007 года под этим номером начал ходить сезонный маршрут № 112с «ДК Химиков» — «сады „Орёл“» (бывший № 214, с 2010 года не ходил); не позднее 2017 года под № 112 начал ходить автобус от Казани (Восточный автовокзал) до Арышхазды.

## Маршрут № 113
Существовал с начала 1980-х годов как пригородный маршрут сообщением «Казань»—"Берёзка", который был упразднён во второй половине 1990-х. В 1999 году создан как внутригородской маршрут, соединявший вещевой рынок с Караваево, к 2004 году продлённый до улицы Гудованцева. Упразднён как внутригородской маршрут с 2007 года.
После 2007 года под этим номером начал ходить сезонный маршрут № 113с «Московский рынок» — «Лесные Моркваши» (бывший № 278, с 2009 года не ходил). В конце 2000-х — середине 2010-х под этим номером ходили автобусы от Казани соответственно до Пестрецов и Богродского. с 2020 года под № 113 начал ходить автобус от Казани (Советская площадь/Восточный автовокзал) до Пермяков, позже продлённый до Эстачей.

## Маршрут № 114
Существовал в 1990-е годы как пригородный маршрут, соединявший Казань с селом Дубъязы. В 1999 году воссоздан как внутригородской маршрут, соединявший Юнусовскую площадь с посёлком Петровский, к 2003 году начинавшийся от ЦУМа.
С 2014 года под № 114 начал ходить межмуниципальный маршрут от Казани (Советская площадь/Восточный автовокзал) до села Кощаково.

## Маршрут № 115
Существовал с начала 1990-х годов как пригородный маршрут сообщением «Казань»—"Рождествено"—"Сингели". К 2001 году являлся внутригородским кольцевым маршрутом, следовавшим от Волгоградской улицы против часовой стрелки по улицам Декабристов, Ленинская дамба, Ярмарочная, Новокремлёвская, Кирова, Чернышевского, Лево-Булачная, Пушкина, Карла Маркса, Ершова, Сибирский тракт, Ямашева, Адоратского, Чуйкова, Ибрагимова, вновь возвращаясь на Волгоградскую улицу. Упразднён как внутригородской маршрут с 2007 года.

## Маршрут № 116
Существовал с начала 1990-х годов как пригородный маршрут сообщением «Казань»—"Кирби". К 2001 году являлся внутригородским кольцевым маршрутом, следовавшим от остановки 39-й квартал по часовой стрелке по улицам Чуйкова, Амирхана, Воровского, Адоратского, Ямашева, Амирхана, понтонный мост, Толстого, Большая Красная, Муштари, Карла Маркса, Пушкина, Право-Булачная, Ярмарочная, Ленинская дамба, Декабристов, Восстания вновь возвращаясь на улицу Чуйкова. Упразднён как внутригородской маршрут с 2007 года.
С 2008 года под № 116 начал ходить межмуниципальный маршрут «Казань — Арышхазда», а с 2014 года Казань (автовокзал) — Тихий Плёс (бывший № 336, № 105).

## Маршрут № 117
Существовал с начала 1990-х годов как пригородный маршрут сообщением «Казань»—"Шали". К 2001 году являлся внутригородским маршрутом, соединявшим ЦУМ (улица Сакко и Ванцетти) с улицей Сахарова через улицы Исхаки, Чернышевского, Кирова, Татарстан, Пушкина, Карла Маркса, Гвардейская, Зорге и Фучика. Упразднён как внутригородской маршрут с 2007 года.
В 2008—2012 годах под этим номером ходил автобус «Казань — Богородское». С 2015 года под № 117 начал ходить межмуниципальный маршрут от Казани (улица Саид-Галеева) до Новой Туры.

## Маршрут № 118
Существовал с начала 1990-х годов как пригородный маршрут сообщением «Казань (автовокзал)»—"Шапши". К 2001 году являлся внутригородским маршрутом, соединявшим Ленинградскую улицу с мехобъединением, к 2004 году перенаправленным до Привокзальной улицы. Упразднён как внутригородской маршрут с 2007 года.
С 2014 года под № 118 начал ходить межмуниципальный маршрут от Казани (проспект Победы/Южный автовокзал) до деревни Пиголи (бывший № 308).

## Маршрут № 119
Существовал с начала 1990-х годов как пригородный маршрут сообщением «Казань (автовокзал)»—"Богородское". К 2001 году являлся внутригородским маршрутом, соединявшим площадь Тукая с посёлком Залесный. Упразднён к 2004 году, затем воссоздан и к моменту упразднения маршрута в 2007 году, соединял Чеховский рынок с посёлком Вознесенское.
С 2008 года до середины 2010-х годов под № 119 ходили межмуниципальные пригородные маршруты Казань — Гаврилково, затем Казань — Раифский монастырь.

## Маршрут № 120
Существовал в 1990-е годы как пригородный маршрут, соединявший Казань с деревней Берновые Ковали. К 2001 году являлся внутригородским маршрутом, соединявшим ДРКБ с посёлком Вознесенское. Упразднён как внутригородской маршрут с 2007 года.
С 2008 года до середины 2010-х годов под № 2008 начал ходить межмуниципальный пригородный маршрут Казань — Тихий Плёс, затем Казань — аэропорт «Казань»; с 2019 года — Казань (Восточный автовокзал) — жилой комплекс «Южный парк».

## Маршрут № 121
Автобусный маршрут № 121 появился в 1979 году и соединял агентство «Аэрофлота» с аэропортом «Казань» и просуществовал в этом виде до второй половины 1990-х годов. К 2001 году являлся внутригородским маршрутом, соединявшим вещевой рынок с дворцом спорта; затем конечная остановка переносилась к ЦУМу, вокзалу, затем вновь к ЦУМу. Упразднён как внутригородской маршрут с 2007 года.
С 2008 года до середины 2010-х годов под № 121 ходил межмуниципальный пригородный маршрут Казань — Семиозёрка, затем Казань — Тетеево.

## Маршрут № 122
Автобусный маршрут № 122 появился не позднее середины 1980-х и соединял агентство «Аэрофлота» с аэропортом «Казань». К 2001 году являлся внутригородским маршрутом, соединявшим посёлок Дербышки с Ленинградской улицей; к моменту упразднения в 2007 году был продлён до Химической улицы.
С 2008 года до середины 2010-х годов под № 122 ходил межмуниципальный пригородный маршрут Казань — Пиголи, затем Казань — Ямашурма.

## Маршрут № 123
Автобусный маршрут № 123 появился не позднее 2001 года, соединяя улицу Можайского с посёлком Царицыно через площадь Восстания, железнодорожный вокзал, площадь Тукая, парк Горького и Советскую площадь. Упразднён как внутригородской маршрут с 2007 года.
С 2008 года до середины 2010-х годов под № 123 ходил межмуниципальный пригородный маршрут Казань — Раифский монастырь; с 2016 года под этим начала ходить маршрутка от станции метро «проспект Победы» до жилого комплекса «Царёво Виледж».

## Маршрут № 124
Автобусный маршрут № 124 появился не позднее 2001 года, соединяя 10-й микрорайон с Дворцом спорта, а позднее с ЦУМом через Приволжский рынок, Гвардейскую улицу, парк Горького, площади Свободы и Тукая. Упразднён как внутригородской маршрут с 2007 года.

## Маршрут № 125
Существовал в 1990-е годы как пригородный маршрут, соединявший Казань с селом Нармонка. К 2001 году являлся внутригородским маршрутом, соединявшим Химическую улицу с проспектом Победы через улицу Фучика, Азино, третью транспортную дамбу, 39-й квартал, Московский рынок, улицы Декабристов и Тэцевская. Упразднён как внутригородской маршрут с 2007 года.
С середины 2010-х под № 125 начал ходить пригородный межмуниципальный маршрут Казань — Тарлаши.

## Маршрут № 126
Существовал в 1990-е годы как пригородный маршрут, соединявший Казань с селом Арышхазда. К 2001 году являлся внутригородским кольцевым маршрутом, следовавшим от Волгоградской улицы через улицу Декабристов, Ленинскую дамбу, улицу Карла Маркса, парк Горького, понтонный мост и 39-й квартал обратно на Волгоградскую улицу. После ввода в эксплуатацию моста «Миллениум» стал следовать через него; также была изменена схема его движения. Упразднён как внутригородской маршрут с 2007 года.

## Маршрут № 127
Существовал в 1990-е годы как пригородный маршрут, соединявший Казань с селом Самосырово. К 2001 году являлся внутригородским кольцевым маршрутом, соединявшим 10-й микрорайон с ЦУМом, затем с железнодорожным вокзалом, затем вновь с ЦУМом через улицы Фучика, Сахарова, Советскую площадь, парк Горького, площади Свободы и Тукая, Булачные улицы. Упразднён как внутригородской маршрут с 2007 года.

## Маршрут № 128
Существовал в 1990-е годы как пригородный маршрут, соединявший Казань с Лаишево. К 2005 году являлся внутригородским кольцевым маршрутом, соединявшим Химическую улицу с посёлком Займище, через улицы Тэцевская, Декабристов, Восстания, Халтурина, Ягодную слободу, посёлки Лагерная, Старое и Новое Аракчино и Красную Горку.
Упразднён как внутригородской маршрут с 2007 года.

## Маршрут № 129
Существовал в 1990-е годы как пригородный маршрут, соединявший Казань с Верхним Услоном. Существовал в начале 2000-х как внутригородской маршрут.

## Маршрут № 130
Автобусный маршрут № 130 появился в 1990-е годы соединяя Казань с Клыками. В 2000-е годы соединял Ленинградскую улицу с Самосырово через улицу Декабристов, Московский рынок, 39-й квартал, третью транспортную дамбу, Советскую площадь и Мамадышский тракт.

## Маршрут № 131
Существовал в 1990-е годы как пригородный маршрут, соединявший Казань с посёлком Орёл. К 2001 году являлся внутригородским маршрутом, соединявшим ДК химиков с площадью Вахитова через третью транспортную дамбу, Сибирский тракт, Советскую площадь, парк Горького, улицы Вишневского и Эсперанто. Упразднён в 2007 году.

## Маршрут № 132
Существовал в 1990-е годы как пригородный маршрут, соединявший Казань с Куралово. К 2001 году являлся внутригородским маршрутом, соединявшим Чеховский рынок с Самосырово через парк Горького, Советскую площадь и Мамадышский тракт. Упразднён в 2007 году.

## Маршрут № 133
Автобусный маршрут № 133 появился начале 2000-х годов, соединяя площадь Тукая с Высотной улицей; к 2001 году уже не работал; в середине 2000-х ходил по маршруту «Чеховский рынок» — «Самосыровское кладбище» в поминальные дни.

## Маршрут № 134
Автобусный маршрут № 134 появился в начале 2000-х годов, соединяя авторынок с площадью Тукая через площадь Свободы и Московский рынок; к 2001 году уже не работал; во второй половине 2000-х ходил по маршруту «Приволжский рынок» — «Самосырово» и упразднён в 2007 году.

## Маршрут № 135
Автобусный маршрут № 135 появился в 2000-х годах и являлся кольцевым маршрутом, проходящим через улицу Сахарова, Советскую площадь, третью транспортную дамбу, 39-й квартал, Московский рынок, ЦУМ, площадь Вахитова, Танковую улицу и Приволжский рынок; также существовал маршрут № 135а, следовавший в противоположную маршруту № 135 сторону. Оба этих маршрута упразднены в 2007 году.

## Маршрут № 136
Автобусный маршрут № 136 появился в 1990-е годы, соединяя Казань с деревней Гаврилково; упразднён к началу 2000-х годов.

## Маршрут № 137
Автобусный маршрут № 137 появился в начале 2000-х годов, соединяя Ленинградскую и Дубравную улицы через улицу Декабристов, Ленинскую дамбу, площадь Свободы, парк Горького, Гвардейскую улицу и Приволжский рынок. Упразднён в 2007 году.

## Маршрут № 138
Автобусный маршрут № 138 появился в начале 2000-х годов, соединяя площадь Тукая с 10-м микрорайоном через улицу Павлюхина, Оренбургский тракт, Старые Горки и Приволжский рынок. Упразднён в 2007 году.

## Маршрут № 139
Автобусный маршрут № 139 появился в начале 2000-х годов, следуя от посёлка Аметьево по улицам Эсперанто и Вишневского, далее следуя по кольцевому маршруту через парк Горького, площадь Свободы, Ленинскую дамбу, Московский рынок, проспект Ямашева, понтонный мост и улицу Достоевского. Упразднён в 2007 году.

## Маршрут № 140
Автобусный маршрут № 140 появился в начале 2000-х годов, соединяя 2-ю Тихорецкую улицу с вещевым рынком через посёлок Борисково, площадь Вахитова, улицы Павлюхина и Даурская, Приволжский рынок, 10-й микрорайон, улицу Сахарова, Советскую площадь и Компрессорный. Упразднён в 2007 году.

## Маршрут № 141
Автобусный маршрут № 141 появился в начале 2000-х годов, соединяя площадь Тукая и улицу Сахарова (на 2003 год: улицу Сафиуллина, на 2004 год: магазин «ИКЕА») через 10-й микрорайон, Приволжский рынок, Горки-1, Оренбургский тракт и улицу Павлюхина. Упразднён в 2007 году.

## Маршрут № 142
Автобусный маршрут № 142 появился в начале 2000-х годов, соединяя посёлок Мирный с улицей Халитова, позднее продлённый до Московского рынка через Борисково, Фермское шоссе, Оренбургский тракт, улицы Павлюхина, Эсперанто, парк Горького, Советскую площадь, Компрессорный, третью транспортную дамбу, 39-й квартал и кафе «Солнышко». Упразднён в 2007 году.

## Маршрут № 143
Автобусный маршрут № 143 появился в начале 2000-х годов, соединяя Ферму-2 с дворцом спорта (позднее: ЦУМ, вокзал, Ленинградская улицы и вновь ЦУМ) через ДРКБ, Горки-1, Оренбургский тракт, улицу Павлюхина, площадь Тукая и Колхозный рынок. Упразднён в 2007 году.

## Маршрут № 144
Автобусный маршрут № 144 появился в начале 2000-х годов, соединяя улицу Короленко (с 2003 года Ленинградскую улицу) с улицей Курчатова (с 2003 года улицу Карбышева, с 2004 года улицу Латышских Стрелков, позже вновь улица Курчатова), через площадь Восстания, Московский рынок, проспект Ямашева, Компрессорный, Советскую площадь, «Акчарлак» и Даурскую улицу. Упразднён в 2007 году.

## Маршрут № 145
Автобусный маршрут № 145 появился не позднее второй половины 2000-х годов, соединяя площадь Тукая (позднее площадь Вахитова) с Ново-Татарским кладбищем, и ходил в поминальные дни. Позднее получил № 209.

## Маршрут № 146
Автобусный маршрут № 146 появился в начале 2000-х годов, соединяя театр Камала с посёлком Мирный, через площади Тукая и Свободы, парк Горького, Советскую площадь, угол проспекта Победы и Мамадышского тракта, улицу Сахарова, 10-й микрорайон, Приволжский рынок, Горки-1, Фермское шоссе и Борисково. Упразднён в 2007 году.

## Маршрут № 147
Автобусный маршрут № 147 появился в начале 2000-х годов, соединяя театр Камала (с 2004 года — мехобъединение) с улицей Сахарова, через Ново-Татарскую слободу, площади Тукая и Свободы, парк Горького, «Акчарлак», улицу Аделя Кутуя, посёлок Дальний, улицу Родины, Приволжский рынок и 10-й микрорайон. Упразднён в 2007 году.

## Маршрут № 148
Автобусный маршрут № 148 появился в начале 2000-х годов, соединяя улицу Халитова с посёлком Аки. Упразднён в 2000-е годы.

## Маршрут № 149
Автобусный маршрут № 149 появился в начале 2000-х годов, соединяя ДРКБ с посёлком Нагорный через проспект Победы, Горки-1, Танковое кольцо, Оренбургский тракт, улицу Павлюхина, парк Горького, улицы Ершова и Сибирский тракт. Упразднён в 2007 году.

## Маршрут № 150
Автобусный маршрут № 150 появился в начале 2000-х годов, соединяя улицу Гаврилова с комбинатом «Здоровье» (с 2003: театр Камала, с 2004: улица Минская) через проспект Амирхана, Чистопольскую улицу, Ленинскую дамбу, Булачные улицы, театр кукол, улицы Павлюхина и Даурская, Приволжский рынок и 10-й микрорайон. Упразднён в 2007 году.

## Маршрут № 151
Автобусный маршрут № 151 появился в начале 2000-х годов, соединяя улицу Адоратского с агентством «Аэрофлота» через понтонный мост. Упразднён не позднее 2005 года.

## Маршрут № 152
Автобусный маршрут № 152 появился в начале 2000-х годов, соединяя Московский рынок с улицей Парина через Ленинскую дамбу, площадь Свободы, парк Горького, улицы Гвардейская, Зорге и Горки-1. Упразднён в 2007 году.

## Маршрут № 153
Автобусный маршрут № 153 появился в начале 2000-х годов, соединяя Жилплощадку (позднее: Химическую улицу) с площадью Тукая (позднее: с улицей Сахарова) через улицы Тэцевская и Декабристов, Ленинскую дамбу, площадь Свободы, парк Горького, улицу Аделя Кутуя, посёлок Дальний, Ломжинскую улицу. После реформы в 2007 году все-таки эксплуатировался. В 24 фервля 2009 года Верховный Суд РТ признал законным маршрут. Упразднён в 2011 году.

## Маршрут № 154
Автобусный маршрут № 154 появился в начале 2000-х годов, соединяя улицу Адоратского с 10-м микрорайоном; к 2003 году упразднён. Вновь восстановлен в 2004 году, соединяя речной порт с улицей Липатова (Дербышки) через улицу Татарстан, Юнусовскую и Вахитовскую площади, улицу Эсперанто, парк Горького, улицы Ершова и Сибирский тракт. Упразднён в 2007 году.

## Маршрут № 155
Автобусный маршрут № 155 появился в начале 2000-х годов, соединяя улицу 1 Мая (с 2003 года: улицу Седова, с 2004 года: посёлок Старое Аракчино) с Дубравной улицей через Лагерную, Адмиралтейскую и Ягодную слободы, улицу 1 Мая, разъезд Восстания, кафе «Солнышко», проспект Ямашева, Компрессорный, Советскую площадь, угол проспекта Победы и Мамадышского тракта и 10-й микрорайон. Упразднён в 2007 году.

## Маршрут № 156
Автобусный маршрут № 156 появился в начале 2000-х годов, соединяя дворец спорта (позднее: вокзал, ЦУМ) с посёлком Константиновка через Булачные улицы, площади Тукая и Свободы, парк Горького, Советскую площадь и Мамадышский тракт. Упразднён в 2007 году.

## Маршрут № 157
Автобусный маршрут № 157 появился в начале 2000-х годов, соединяя улицу Можайского с Дубравной улице через Горьковское кольцо, парк Петрова, Ягодную слободу, Кировскую дамбу, вокзал, колхозный рынок, площадь Тукая, театр кукол, Оренбургский тракт, Танковое кольцо, Горки-1. В 2005 году был открыт маршрут № 157а «театр Камала» — «Новая Тура» через колхозный рынок, вокзал, Ленинскую дамбу, улицы Декабристов и Восстания, Горкьовское шоссе и посёлок Залесный. Оба маршрута упразднены в 2007 году.

## Маршрут № 158
Автобусный маршрут № 158 появился в начале 2000-х годов, соединяя улицу Серова с 10-м микрорайоном (с 2004 года: Салмачи) через разъезд Восстания, улицу Декабристов, Ленинскую дамбу, площадь Свободы, парк Горького/Чеховский рынок, Гвардейскую улицу, Приволжский рынок и улицу Габишева. Упразднён в 2007 году.

## Маршрут № 159
Автобусный маршрут № 159 появился в начале 2000-х годов, соединяя улицу Сахарова через с театром Камала (с 2004 года: площадью Тукая) через 10-й микрорайон, Приволжский рынок, Горки-1 и улице Зорге, оттуда по кольцу через улицу Даурская, Павлюхина, театр кукол, площади Тукая и Свободы, парк Горького, «Акчарлак» и Гвардейскую улицу. Упразднён в 2007 году.

## Маршрут № 160
Автобусный маршрут № 160 появился в начале 2000-х годов, соединяя театр Камала с улицей Халитова (с 2003 года посёлком Нагорный). К 2004 году стал кольцевым маршрутом, следовавшим через Компрессорный, Советскую площадь, Гвардейскую и Даурскую улицы, улицу Павлюхина, площадь Тукая, театр Камала, колхозный рынок, вокзал, Ленинскую дамбу, Чистопольскую улицу, авторынок, Ново-Савиновский рынок, третью транспортную дамбу и вновь Компрессорный. Упразднён в 2007 году.

## Маршрут № 161
Автобусный маршрут № 161 появился в начале 2000-х годов, соединяя улицу Татарстан (с 2004 года Чеховский рынок) с посёлком Северный через парк Горького, Советскую площадь, Компрессорный, третью транспортную дамбу, Ново-Савиновский рынок, 39-й квартал, кафе «Солнышко», Московский рынок, Соцгород/КМПО, Центрально-Мариупольскую улицу. Упразднён в 2007 году.

## Маршрут № 162
Автобусный маршрут № 162 появился в начале 2000-х годов, соединяя посёлки Новое Победилово и Левченко через Магистральную и Южно-Промышленную улицы, Борисково, Вахитовскую и Юнусовскую площади, Колхозный рынок, вокзал, Ленинскую дамбу, улицу Декабристов и разъезд Восстания. Упразднён в 2007 году.

## Маршрут № 163
Автобусный маршрут № 163 появился в начале 2000-х годов, соединяя театр Камала с посёлком Крутушка через колхозный рынок, Ленинскую дамбу, улицу Декабристов, Соцгород/КМПО, посёлки Кадышево и Щербаково. Упразднён в 2007 году.

## Маршрут № 164
Автобусный маршрут № 164 появился в начале 2000-х годов, являясь кольцевым маршрутом, следовавшим (на 2006 год) от 39-го квартала через Ново-Савиновский рынок, третью транспортную дамбу, Советскую площадь, парк Горького, площади Свободы и Тукая, Булак, Ленинскую дамбу, Московский рынок, «Солнышко» вновь до 39-го квартала. Упразднён в 2007 году.

## Маршрут № 165
Автобусный маршрут № 165 появился в начале 2000-х годов, являясь полукольцевым маршрутом, следовавшим от улицы Завойского через улицы Габишева, Дубравная, Горки-1, Танковое кольцо, улицу Павлюхина, площадь Вахитова, вокзал, оттуда по кольцу через Кировскую дамбу, Ягодную слободу, парк Петрова, кольцо Горьковского шоссе, разъезд Восстания, улицу Декабристов, Ленинскую дамбу на вокзал. Упразднён в 2007 году.

## Маршрут № 166
Автобусный маршрут № 166 появился в начале 2000-х годов, являясь кольцевым маршрутом, следовавшим от улицы 1 Мая через кольцо Горьковского шоссе, улицу Восстания с заездами на улицу Серова и Московский рынок, 39-й квартал, авторынок, Ново-Савиновский рынок, третью транспортную дамбу, Компрессорный, Советскую площадь, парк Горького, площадь Свободы, улицу Батурина, Ленинскую дамбу, ДК химиков, Крыловку обратно на улицу 1 Мая. Упразднён в 2007 году.

## Маршрут № 167
Автобусный маршрут № 167 появился в начале 2000-х годов, соединяя Горьковское шоссе с Фермой-2 через парк Петрова, Ягодную слободу, Кировскую дамбу, вокзал, площадь Тукая, Чеховский рынок, парк Горького/улицу Достоевского, Гвардейскую улицу, Горки-1 и проспект Победы. Упразднён в 2007 году.

## Маршрут № 168
Автобусный маршрут № 168 появился в начале 2000-х годов, соединяя Московский рынок с улицей Сахарова. С 2004 года соединял улицы Глушко и Северо-Полюсная через 10-й микрорайон, Приволжский рынок, улицу Зорге, «Акчарлак», Советскую площадь, Компрессорный, третью транспортную дамбу, Ново-Савиновский рынок, 39-й квартал, «Солнышко», Московский рынок, Соцгород, КМПО и улицу Максимова. Упразднён в 2007 году.

## Маршрут № 169
Автобусный маршрут № 169 появился в начале 2000-х годов, соединяя улицу Короленко с улицей Сахарова. С 2004 года соединял авторынок с 10-й микрорайоном через 39-й квартал, «Солнышко», Московский рынок, Ленинскую дамбу, Булак, театр кукол, улицу Павлюхина, Даурскую улицу и Приволжский рынок. Упразднён в 2007 году.

## Маршрут № 170
Автобусный маршрут № 170 появился не позднее 2003 года, соединяя Старое Победилово с улицей Халитова через Отары, Магистральную улицу, площадь Тукая и парк Горького. Существовал также и маршрут № 170а, соединявший Старое Победилово с улицей Гаврилова через Отары, Магистральную улицу, вокзал, Кировскую дамбу, Крыловку и Московский рынок. Оба маршрута упразднены в 2007 году.

## Маршрут № 171
Автобусный маршрут № 171 появился не позднее 2003 года, соединяя улицу Давыдова с улицей Закиева (позднее Сахарова) через Соцгород/КМПО, Московский рынок, Ленинскую дамбу, улицу Батурина, площадь Свободы, парк Горького, Советскую площадь, угол проспекта Победы и Мамадышского тракта. Упразднён в 2007 году.

## Маршрут № 172
Автобусный маршрут № 172 появился не позднее 2003 года, соединяя улицу Фучика с ДК химиков через улицу Сахарова через угол проспекта Победы и Мамадышского тракта, Советскую площадь, оттуда по кольцу через Компрессорный, проспект Ямашева, ДК химиков, Ленинскую дамбу, улицу Батурина, площадь Свободы, парк Горького вновь Советскую площадь. Упразднён в 2007 году.

## Маршрут № 173
Автобусный маршрут № 173 существовал в 2000-х годах, соединяя посёлок Старое Победилово с садами южнее его; протяжённость маршрута составляла 5 км.

## Маршрут № 174
Автобусный маршрут № 174 появился не позднее 2003 года, соединяя улицу Короленко с площадью Тукая; позднее продлён до таможни на Оренбургском тракте. К 2006 году конечные остановки маршрута перенесены соответственно на рынок Авиастроительного района и проспект Победы. Упразднён в 2007 году.

## Маршрут № 175
Автобусный маршрут № 175 появился не позднее 2004 года, соединяя железнодорожный вокзал с Киндерским кладбищем; позднее продлён до Чебаксы через площади Тукая и Свободы, парк Горького, Советскую площадь, Сибирский тракт, Киндери и северную объездную дорогу. Упразднён в 2007 году.

## Маршрут № 176
Автобусный маршрут № 176 появился не позднее 2004 года, соединяя речной порт с Фермой-2 через театр Камала, площадь Тукая, театр кукол, Оренбургский тракт, Танковое кольцо, Горки-1 и проспект Победы. Упразднён в 2007 году.

## Маршрут № 177
Существовал в 2000-х годах.

## Маршрут № 178
Автобусный маршрут № 178 появился не позднее 2004 года, соединяя Приволжский рынок с Самосыровским кладбищем через 10-й микрорайон, улицу Сахарова, угол проспекта Победы и Мамадышского тракта и Мамадышский тракт (с заездом в Константиновку). Упразднён в 2007 году.

## Маршрут № 179
Автобусный маршрут № 179 появился не позднее 2004 года, соединяя вещевой рынок с Ленинградской улицей через Компрессорный, Советскую площадь, угол проспекта Победы и Мамадышского тракта, улицу Сахарова, 10-й микрорайон, Приволжский рынок, улицы Даурская и Павлюхина, Вахитовскую и Юнусовскую площади, театр Камала, вокзал, Ленинскую дамбу, Московский рынок, Соцгород/КМПО. Упразднён в 2007 году.

## Маршрут № 180
Автобусный маршрут № 180 появился не позднее 2004 года как сезонный маршрут, соединяя проспект Победы с садовым обществом «Крутушка» через Щербаковку. Упразднён в 2007 году.

## Маршрут № 181
Существовал в 2000-х годах.

## Маршрут № 182
Существовал в 2000-х годах.

## Маршрут № 183
Существовал в 2000-х годах.

## Маршрут № 184
Автобусный маршрут № 184 появился в 2000-е годы, соединяя ДК имени Ленина с селом Шигали. Упразднён в 2004 году.

## Маршрут № 185
Автобусный маршрут № 185 появился в 2000-е годы, соединяя Московский рынок с посёлком Борисоглебское.

## Маршрут № 186
Автобусный маршрут № 186 появился в 2000-е годы, соединяя ЦУМ с улицей Сахарова через театр Камала, улицу Салимжанова, Оренбургский тракт, Танковое кольцо, Горки-1, Приволжский рынок и 10-й микрорайон. Упразднён в 2007 году.

## Маршрут № 187
Автобусный маршрут № 187 появился не позднее 2001 года, соединяя Дербышки с посёлком Кульсеитово через Киндери и северную объездную дорогу. Упразднён в 2007 году.

## Маршрут № 188
Автобусный маршрут № 188 появился в 2000-е годы и соединял посёлок Аки с ДРКБ через Киндери, Дербышки, Нагорный, Сибирский тракт, Советскую площадь, «Акчарлак», Приволжский рынок и проспект Победы. Упразднён в 2007 году.

## Маршрут № 189
Существовал в 2000-х годах.

## Маршрут № 190
Автобусный маршрут № 190 появился как пригородный маршрут в 2000-е годы и соединял Приволжский рынок с посёлком Орёл.

## Маршрут № 191
Автобусный маршрут № 191 появился как пригородный маршрут в 2000-е годы и соединял Приволжский рынок с селом Столбище.

## Маршрут № 192
Существовал в 2000-х годах.

## Маршрут № 193
Автобусный маршрут № 193 появился как пригородный маршрут в 2000-е годы и соединял Приволжский рынок с Боровым Матюшино; упразднён в 2004 году.

## Маршрут № 194
Автобусный маршрут № 194 появился как пригородный маршрут в 2000-е годы и соединял Приволжский рынок с селом Арышхазда через проспект Победы, Мамадышский тракт и трассу М-7.

## Маршрут № 195
Автобусный маршрут № 195 появился как пригородный маршрут в 2000-е годы и соединял ЦУМ с садами «Орёл» около одноимённого посёлка через театр Камала, площадь Тукая, театр кукол, Оренбургский тракт, Фермское шоссе, Борисково, Мирный и Матюшинский тракт.

## Маршрут № 196
Существовал в 2000-х годах.

## Маршрут № 197
Автобусный маршрут № 197 появился как пригородный маршрут в 2000-е годы и соединял ЦУМ с Чистым озером через театр Камала, площадь Тукая, театр кукол, Оренбургский тракт, Фермское шоссе, Борисково, Мирный и Матюшинский тракт.
С 2014 года под № 197 начал ходить пригородный автобус (бывший городской № 97) от Восточного автовокзала до аэропорта «Казань» через проспект Победы, Оренбургский тракт, Усады, Столбище с заездом до Больших Кабанов.

## Маршрут № 198
Автобусный маршрут № 198 появился в 2000-е годы и соединял комбинат «Здоровье» (позже улицу Сахарова) с посёлком Краснооктябрьский через 10-й микрорайон, Приволжский рынок, «Акчарлак», парк Горького, Чеховский рынок, площадь Тукая (обратно: улицы Кутуя-Достоевского, площадь Свободы, площадь Тукая), театр Камала, колхозный рынок, Ленинскую дамбу, Московский рынок, Соцгород/КМПО, Беломорскую улицу, Жилплощадку и завод оргсинтеза. Упразднён в 2007 году.

## Маршрут № 199
Автобусный маршрут № 199 появился в 2000-е годы и соединял железнодорожный вокзал с посёлком Нагорный через площадь Тукая, парк Горького, Компрессорный и Сибирский тракт. Упразднён в 2007 году.

## Маршрут № 200
Автобусный маршрут № 200 появился в 2000-е годы и соединял ЦУМ с посёлком Петровский (позднее продлён до Вороновки) через колхозный рынок, театр Камала, площадь Тукая, театр кукол, Оренбургский тракт, Борисково, Мирный и Матюшинский тракт.

## Маршрут № 201
Автобусный маршрут № 201 появился в начале 2000-х годов, соединяя железнодорожный вокзал (позднее — ЦУМ) с улицей Завойского через Колхозный рынок, Юнусовскую и Вахитовскую площади, улицы Павлюхина, Оренбургский тракт, Танковую улицу, Горки-1 и Приволжский рынок. Упразднён как внутригородской маршрут в 2007 году.
С конца 2000-х под № 201с начал ходить специальный автобусный маршрут сообщением «проспект Победы» — «Самосыровское кладбище» через проспект Победы и Мамадышский тракт, курсирующий в поминальные дни.

## Маршрут № 202
Автобусный маршрут № 202 появился не позднее 2003 года, Привокзальную улицу с театром Камала и упразднён в 2005 году; затем вновь восстановлен, соединяя речной порт с посёлком Займище Упразднён как внутригородской маршрут в 2007 году.
С конца 2000-х под № 202с начал ходить специальный автобусный маршрут сообщением «Чеховский рынок» — «Самосыровское кладбище» через улицы Ершова, Космонавтов, Аграрная и Мамадышский тракт, курсирующий в поминальные дни.

## Маршрут № 203
Автобусный маршрут № 203 появился не позднее второй половины 2000-х годов, соединявший улицу 1 Мая с Юдинским кладбищем через посёлок Залесный. С конца 2000-х под № 203с ходил специальный автобусный маршрут сообщением «улица Ленинградская» — «Самосыровское кладбище», курсировавший в поминальные дни.

## Маршрут № 204
Автобусный маршрут № 204 появился не позднее второй половины 2000-х годов. С конца 2000-х под № 204с начал ходить специальный автобусный маршрут сообщением «Дербышки» — «Дербышкинское кладбище», курсирующий в поминальные дни.

## Маршрут № 205
Автобусный маршрут № 205 появился не позднее второй половины 2000-х годов, соединявший посёлок Юдино (ДК Железнодорожников с Юдинским кладбищем. С конца 2000-х под № 205с ходил специальный автобусный маршрут сообщением «ДК Железнодорожников» — «Юдинское кладбище» через улицу Ильича и дорогу Юдино-Залесный, курсирующий в поминальные дни.

## Маршрут № 206
Автобусный маршрут № 206 появился не позднее второй половины 2000-х годов. С конца 2000-х под № 206с начал ходить специальный автобусный маршрут сообщением «ДК имени Ленина» — «Сухорецкое кладбище», через улицы Кошевого, Ижевская, Максимова (обратно: Ленинградская, Копылова), Ленинградская, Вересаева, Ударная, Малая Заречная и Песочная, курсирующий в поминальные дни.

## Маршрут № 207
Автобусный маршрут № 207 появился не позднее второй половины 2000-х годов. С конца 2000-х под № 207с начал ходить специальный автобусный маршрут сообщением «ДК химиков» — «Сухорецкое кладбище», позднее «Самосыровское кладбище» — «похоронный комплекс „Курган“», курсирующий в поминальные дни.

## Маршрут № 208
Автобусный маршрут № 208 появился не позднее второй половины 2000-х годов. С конца 2000-х под № 208с начал ходить специальный автобусный маршрут сообщением «улица Гаврилова» — «Сухорецкое кладбище» через улицы Чуйкова, Адоратского, Амирхана, Петра Витера, Максимова, Ленинградская, Вересаева, Ударная, Малая Заречная и Песочная, курсирующий в поминальные дни.

## Маршрут № 209
Автобусный маршрут № 209 появился не позднее второй половины 2000-х годов. С конца 2000-х под № 209с начал ходить специальный автобусный маршрут сообщением «площадь Вахитова» — «Ново-Татарское кладбище» через улицы Тукая, Тимер Юл, Лебедева и Пригородная, курсирующий в поминальные дни.

## Маршрут № 210
Автобусный маршрут № 210 появился не позднее второй половины 2000-х годов, соединяя Советскую площадь с Новым Шигалеево. С 2022 года под № 210с начал ходить специальный автобусный маршрут сообщением «Самосыровское кладбище» — «Мусульманское кладбище» через Мамадышский тракт, курсирующий в поминальные дни.

## Маршрут № 211
Автобусный маршрут № 211 появился не позднее 2000-х годов, соединяя Московский рынок с селом Арышхазда через проспект Ямашева, третью транспортную дамбу, Компрессорный, Советскую площадь, Мамадышский тракт и трассу М-7. После 2007 года стал ходить под № 110с.

## Маршрут № 212
Автобусный маршрут № 212 появился не позднее 2000-х годов, соединяя Приволжский рынок с жиркомбинатом в селе Усады через проспект Победы и Оренбургский тракт. После 2007 года стал ходить под № 111с.

## Маршрут № 213
Автобусный маршрут № 213 появился не позднее 2000-х годов, соединяя Приволжский рынок с селом Куюки через Горки-2 и Салмачи. Упразднён после 2007 года.

## Маршрут № 214
Автобусный маршрут № 214 появился не позднее 2000-х годов, соединяя ДК химиков с посёлком Орёл через проспект Ямашева, улицу Арбузова, проспект Победы, Оренбургский тракт. После 2007 года стал ходить под № 112с.

## Маршрут № 252
Автобусный маршрут № 252 появился не позднее 2016 года и соединял улицу Сахарова (позднее станцию метро «проспект Победы») с торговым центром «Порт».

## Маршрут № 261
Автобусный маршрут № 261 появился не позднее 2000-х годов как пригородный маршрут, соединяя площадь Тукая (позднее вокзал) с Высокой Горой через колхозный рынок, театр Камала, площади Тукая и Свободы, парк Горького, Советскую площадь, Сибирский тракт, Дербышки и Киндери, таким образом, являясь удлинённой версией маршрута № 61. Упразднён после 2007 года.

## Маршрут № 262
Автобусный маршрут № 262 появился не позднее 2000-х годов как пригородный маршрут, соединяя улицу Гаврилова с Дальними садами через 39-й квартал, «Солнышко», улицу Декабристов, Соцгород/КМПО, Сухую Реку и Алатский тракт, таким образом, являясь несколько изменённой версией маршрута № 62. Упразднён после 2007 года.

## Маршрут № 274
Автобусный маршрут № 274 появился не позднее 2000-х годов как пригородный маршрут, соединяя Соцгород с Дальними садами, являясь дублем маршрута № 74. Упразднён в 2004 году.

## Маршрут № 278
Автобусный маршрут № 278 появился не позднее 2000-х годов как пригородный маршрут, соединяя Московский рынок с Тихим Плёсом (зимой) или Верхним Услоном (летом), являясь изменённой версией маршрута № 78. Упразднён в 2004 году.

## Маршрут № 281
Автобусный маршрут № 281 появился не позднее 2000-х годов как пригородный маршрут, соединяя Приволжский рынок с селом Тетеево через Оренбургский тракт, Столбище и Нармонку. Упразднён после 2007 года.

## Маршрут № 284
Автобусный маршрут № 284 появился не позднее 2000-х годов как пригородный маршрут, соединяя автовокзал (позднее с ЦУМом) с селом Столбище через вокзал, колхозный рынок, театр Камала, площадь Тукая, театр кукол, улицы Павлюхина и Даурская, Приволжский рынок, Оренбургский тракт и Усады. Упразднён после 2007 года.

## Маршрут № 285
Автобусный маршрут № 285 появился не позднее 2000-х годов как пригородный маршрут, соединяя Соцгород с селом Шигали через Сухую Реку и Озёрный. Упразднён после 2007 года.

## Маршрут № 295
Автобусный маршрут № 295 появился не позднее 2000-х годов как пригородный маршрут, соединяя ЦУМ с населёнными пунктами на правом берегу Волги через Кировскую дамбу, Эфировское кольцо, парк Петрова, Горьковское шоссе, Залесный и трассу М-7. Упразднён после 2007 года.

## Маршрут № 301
Автобусный маршрут № 301 (бывший № 101) появился в конце 1990-х — начале 2000-х годов как пригородный маршрут, соединяя Казань (автовокзал, позже улицу Халева) с селом Столбище. Упразднён после 2007 года.

## Маршрут № 302
Автобусный маршрут № 302 (бывший № 102) появился в конце 1990-х — начале 2000-х годов как пригородный маршрут, соединяя Казань (старый аэропорт) с селом Ленино-Кокушкино; в середине 2010-х перенумерован в № 111.

## Маршрут № 303
Автобусный маршрут № 303 (бывший № 103) появился в конце 1990-х — начале 2000-х годов как пригородный маршрут, соединяя Казань (Компрессорный) с селом Бирюли; в середине 2010-х перенумерован в № 107.

## Маршрут № 305
Автобусный маршрут № 305 (бывший № 105) появился в конце 1990-х — начале 2000-х годов как пригородный маршрут, соединяя Казань (площадь Тукая, затем Советскую площадь) с селом Кощаково; в середине 2010-х перенумерован в № 114.

## Маршрут № 306
Автобусный маршрут № 306 (бывший № 106) появился в конце 1990-х — начале 2000-х годов как пригородный маршрут, соединяя Казань (автовокзал) с селом Габишево; упразднён после 2007 года.

## Маршрут № 308
Автобусный маршрут № 308 (бывший № 108) появился в конце 1990-х — начале 2000-х годов как пригородный маршрут, соединяя Казань (автовокзал) с деревней Пиголи; в середине 2010-х перенумерован в № 118.

## Маршрут № 309
Автобусный маршрут № 309 (бывший № 109) появился в конце 1990-х — начале 2000-х годов как пригородный маршрут, соединяя Казань (Компрессорный) с селом Усады; в середине 2010-х перенумерован в № 101.

## Маршрут № 311
Автобусный маршрут № 311 (бывший № 111) появился в конце 1990-х — начале 2000-х годов как пригородный маршрут, соединяя Казань (автовокзал, через старый аэропорт) с селом Пестрецы; упразднён после 2007 года.

## Маршрут № 312
Автобусный маршрут № 312 (бывший № 112) появился в конце 1990-х — начале 2000-х годов как пригородный маршрут, соединяя Казань (улица Шаляпина, затем автовокзал) с деревней Матюшино; упразднён после 2007 года.

## Маршрут № 314
Автобусный маршрут № 314 (бывший № 114) появился в конце 1990-х — начале 2000-х годов как пригородный маршрут, соединяя Казань (автовокзал, затем ЦУМ) с селом Дубъязы; упразднён после 2007 года.

## Маршрут № 315
Автобусный маршрут № 315 (бывший № 115) появился в конце 1990-х — начале 2000-х годов как пригородный маршрут, соединяя Казань (автовокзал) с селом Сингели; упразднён после 2007 года.

## Маршрут № 317
Автобусный маршрут № 317 (бывший № 117) появился в конце 1990-х — начале 2000-х годов как пригородный маршрут, соединяя Казань (автовокзал) с селом Шали; в середине 2010-х перенумерован в № 105.

## Маршрут № 318
Автобусный маршрут № 318 (бывший № 118) появился в конце 1990-х — начале 2000-х годов как пригородный маршрут, соединяя Казань (Компрессорный) с селом Шапши; упразднён после 2007 года.

## Маршрут № 319
Автобусный маршрут № 319 (бывший № 119) появился в конце 1990-х — начале 2000-х годов как пригородный маршрут, соединяя Казань (автовокзал) с селом Богородское; упразднён после 2007 года.

## Маршрут № 321
Автобусный маршрут № 321 (бывший № 121) появился в конце 1990-х — начале 2000-х годов как пригородный маршрут, соединяя Казань (старый аэропорт) с новым аэропортом; упразднён после 2007 года.

## Маршрут № 326
Автобусный маршрут № 326 (бывший № 126) появился в 2000-х годах как пригородный маршрут, соединяя Казань (автовокзал) с селом Арышхазда; упразднён после 2007 года.

## Маршрут № 327
Автобусный маршрут № 327 появился в конце 1990-х — начале 2000-х годов как пригородный маршрут, соединяя Казань (автовокзал) с селом Куралово; упразднён после 2007 года.

## Маршрут № 328
Автобусный маршрут № 328 (бывший № 128) появился в 2000-х годах как пригородный маршрут, соединяя Казань (автовокзал) с Лаишево; упразднён после 2007 года.

## Маршрут № 329
Автобусный маршрут № 329 (бывший № 129) появился в конце 1990-х — начале 2000-х годов как пригородный маршрут, соединяя Казань (автовокзал) с Верхним Услоном; упразднён после 2007 года.

## Маршрут № 330
Автобусный маршрут № 330 появился в конце 1990-х — начале 2000-х годов как пригородный маршрут, соединяя Казань (Займище) с селом Лесные Моркваши; упразднён после 2007 года.

## Маршрут № 331
Автобусный маршрут № 331 (бывший № 131) появился в конце 1990-х — начале 2000-х годов как пригородный маршрут, соединяя Казань (автовокзал, позже улицу Павлюхина) с совхозом «Матюшинский»; упразднён после 2007 года.

## Маршрут № 332
Автобусный маршрут № 332 в 2000-е годы как пригородный маршрут, соединяя Казань (Компрессорный) с посёлком Калинино; упразднён после 2007 года.

## Маршрут № 336
Автобусный маршрут № 336 (бывший № 136) появился в конце 1990-х — начале 2000-х годов как пригородный маршрут, соединяя Казань (автовокзал) с селом Тихий Плёс; в середине 2010-х перенумерован в № 116.

## Маршрут № 338
Автобусный маршрут № 336 (бывший № 136) появился в конце 1990-х — начале 2000-х годов как пригородный маршрут, соединяя Казань (улица Павлюхина) с посёлком Орёл; в середине 2010-х перенумерован в № 103.

## Маршрут № 340
Автобусный маршрут № 340 появился в 2000-е годы как пригородный маршрут, соединяя Казань (Дербышки) с селом Пермяки; упразднён после 2007 года.

## Маршрут № 341
Автобусный маршрут № 341 появился в 2000-е годы как пригородный маршрут, соединяя Казань (улица Павлюхина) с селом Тетеево; упразднён после 2007 года.

## Маршрут № 342
Автобусный маршрут № 342 появился в 2000-е годы как пригородный маршрут, соединяя Казань (Приволжский рынок) с селом Усады; упразднён после 2007 года.